# Poullaouen
Poullaouen (prononcé [pulawɛn] ) est une commune du département du Finistère, dans la région Bretagne, en France.

## Géographie
Poullaouen est une commune située à une trentaine de km au sud-est de Morlaix et à une dizaine de km à peine au nord de Carhaix entre les monts d'Arrée au nord et les montagnes Noires au sud. La commune est limitrophe au nord-ouest de Locmaria-Berrien, au sud-ouest de Plounévézel, au sud-ouest de Plouyé. Le bourg est situé sur une colline vers 160 mètres d'altitude, mais le point le plus haut du finage communal est à 218 mètres, situé dans la forêt domaniale de Fréau, le point le plus bas à 69 mètres, situé à la limite des communes de Plouyé et de Kergloff.
| Berrien  | Scrignac   |                       |
| Huelgoat | Poullaouen | Carnoët Côtes-d'Armor |
| Plouyé   | Kergloff   | Plounévézel           |

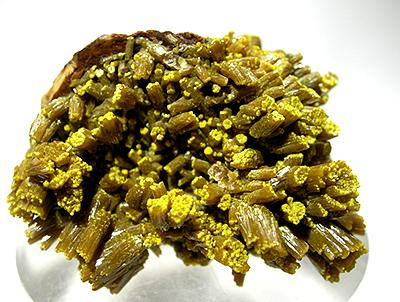
Pyromorphite (chlorophosphate de plomb) trouvée dans la mine de Poullaouen.
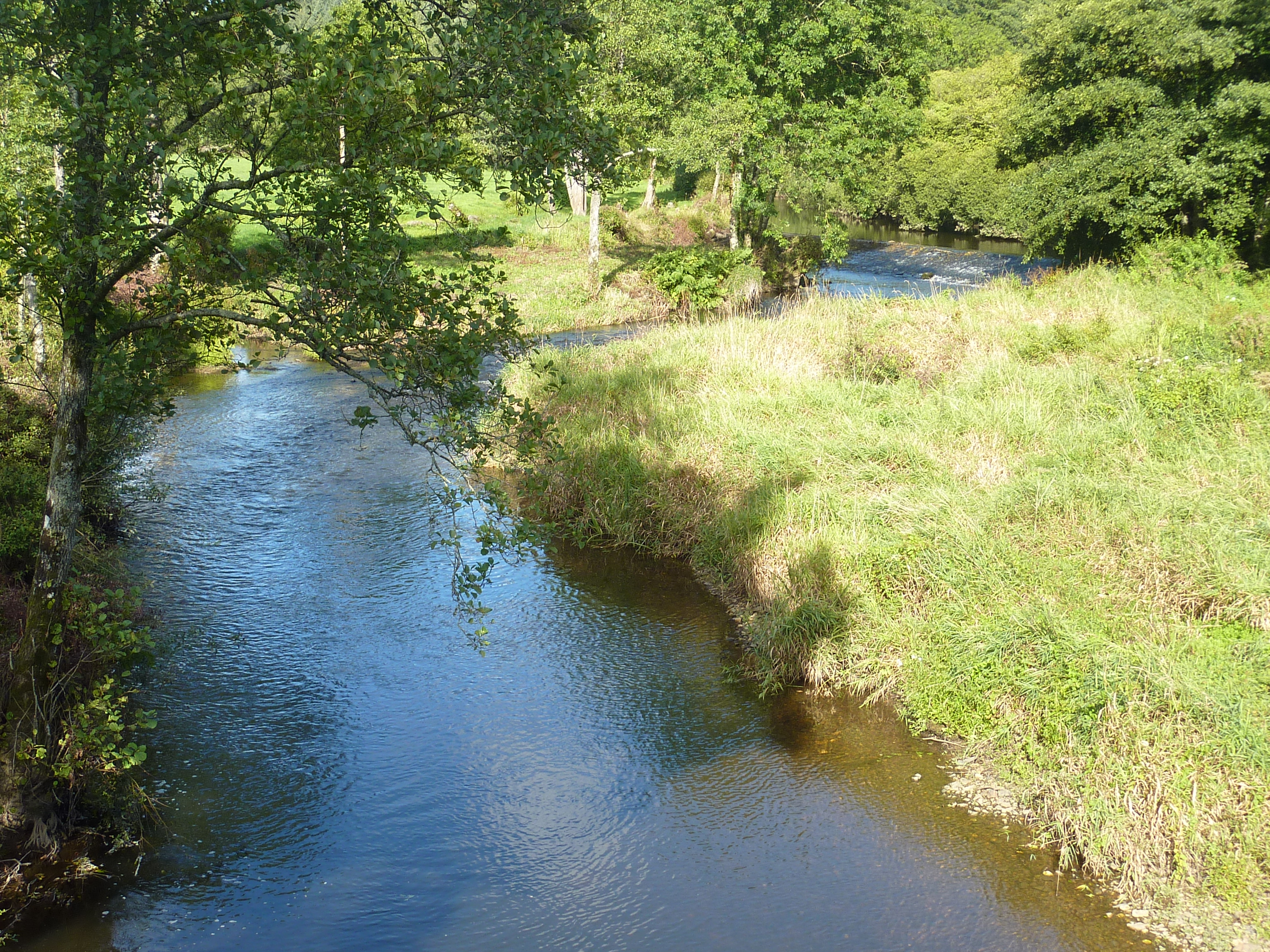
L'Aulne en aval de la confluence avec le Squiriou.
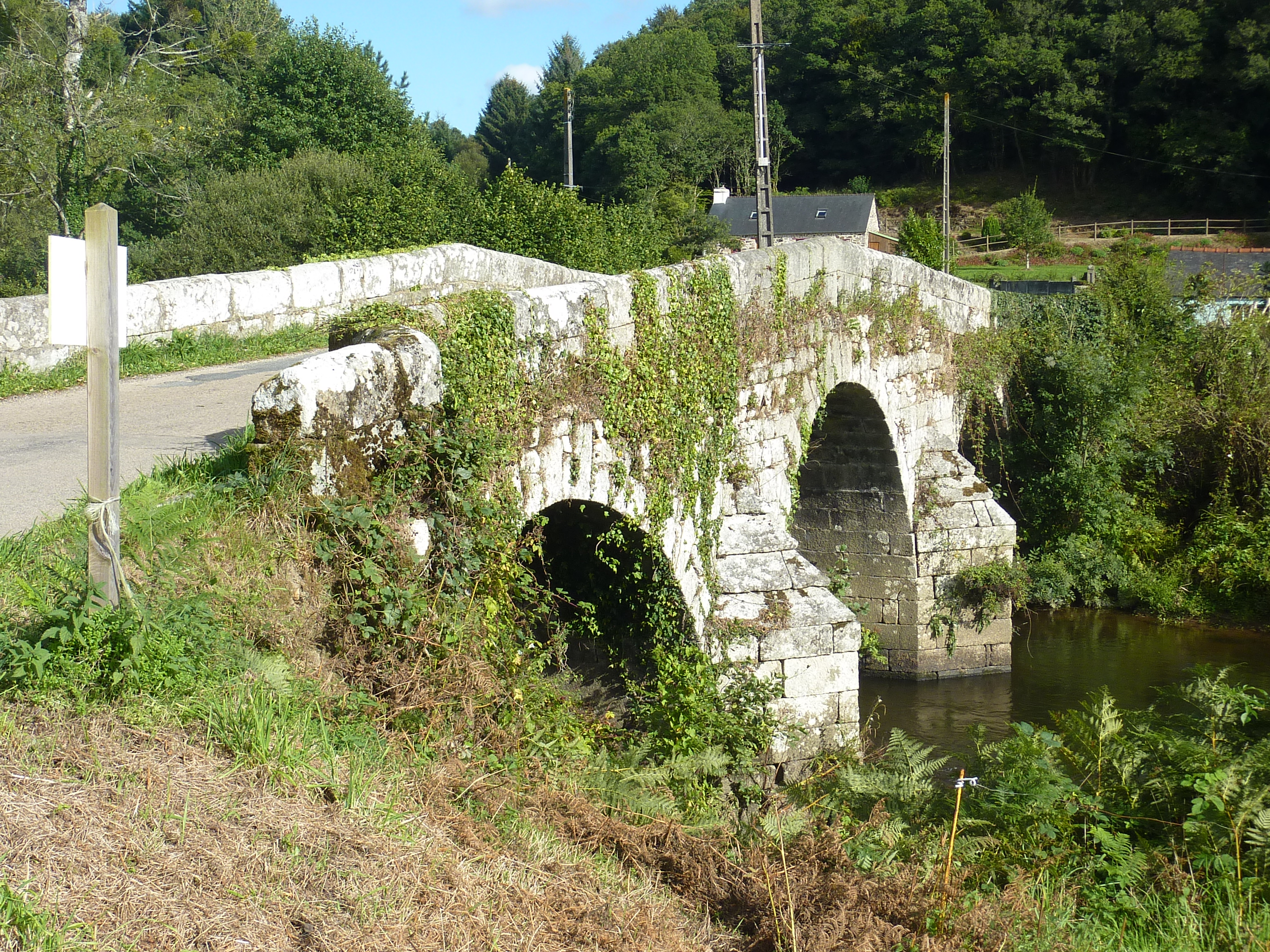
Vieux pont en pierres sur l'Aulne (Pont-ar-Gorret).

### Hydrographie
Pour un article plus général, voir Réseau hydrographique du Finistère.
La commune est située dans le bassin Loire-Bretagne. Elle est drainée par l'Aulne, le Beurc'Hoat, le Fao, le Dourcam, le Goaz Guélen, le ruisseau Dour Yvonnic, le ruisseau Voaz Ven, le ruisseau le Beurc'hoat et divers autres petits cours d'eau,.
L'Aulne, d'une longueur de 144 km, prend sa source dans la commune de Lohuec et se jette  dans la rade de Brest en limite de Landévennec et de Rosnoen, après avoir traversé 27 communes.  Les caractéristiques hydrologiques de l'Aulne sont données par la station hydrologique située sur la commune. Le débit moyen mensuel est de 2,33 m3/s. Le débit moyen journalier maximum est de 52,1 m3/s, atteint lors de la crue du 12 décembre 2000. Le débit instantané maximal est quant à lui de 82,3 m3/s, atteint le même jour.
Le Beurc'hoat, d'une longueur de 16 km, prend sa source dans la commune de Plougonven et se jette  dans l'Aulne sur la commune, après avoir traversé quatre communes. 

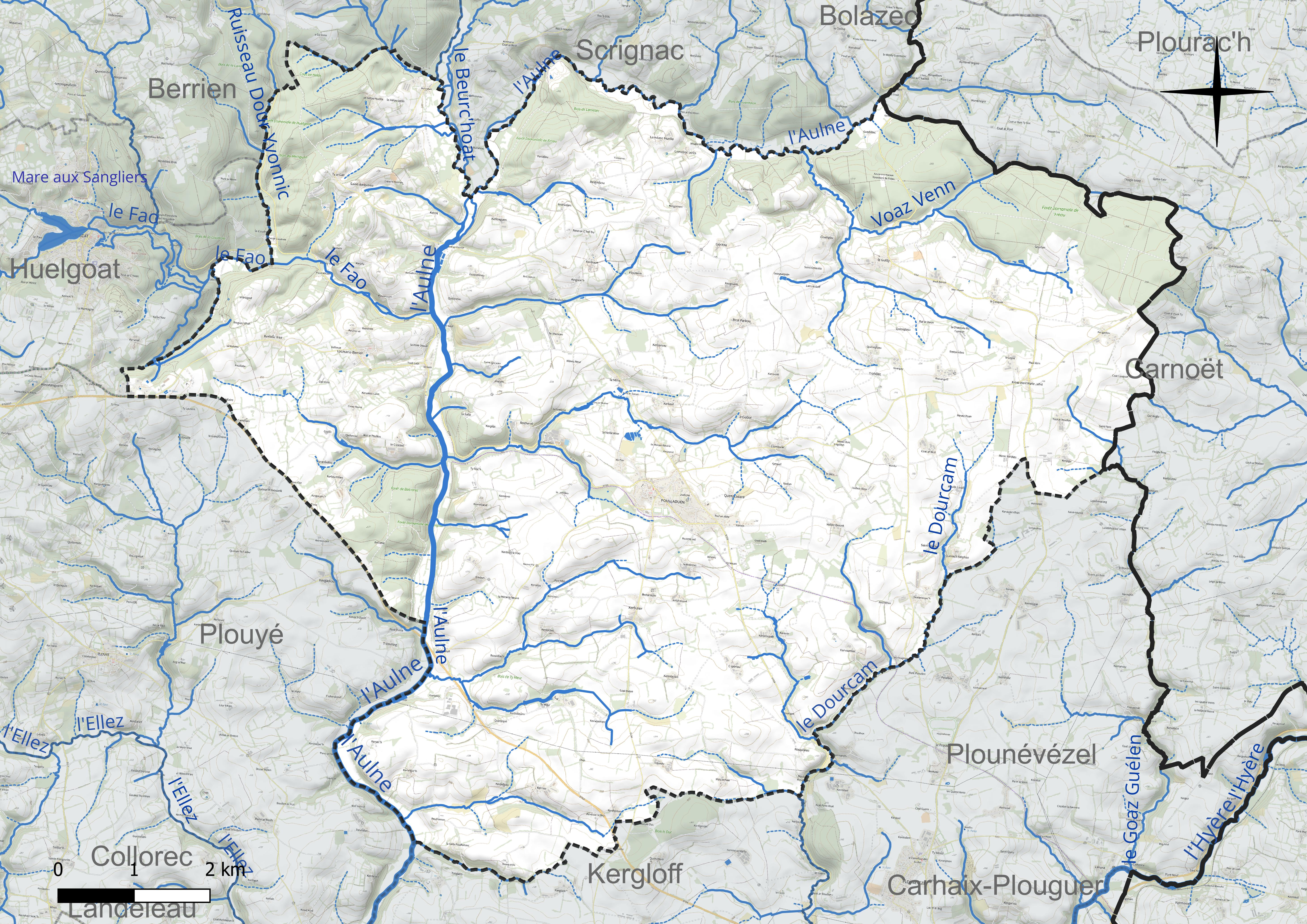
Réseau hydrographique de Poullaouen.

Le Fao, d'une longueur de 18 km, prend sa source dans la commune de La Feuillée et se jette  dans l'Aulne sur la commune, après avoir traversé quatre communes. 

### Climat
Pour des articles plus généraux, voir Climat de la Bretagne et Climat du Finistère.
En 2010, le climat de la commune est de type climat océanique franc, selon une étude du CNRS s'appuyant sur une série de données couvrant la période 1971-2000. En 2020, Météo-France publie une typologie des climats de la France métropolitaine dans laquelle la commune est exposée à un climat océanique et est dans la région climatique Finistère nord, caractérisée par une pluviométrie élevée, des températures douces en hiver (6 °C), fraîches en été et des vents forts. Parallèlement l'observatoire de l'environnement en Bretagne publie en 2020 un zonage climatique de la région Bretagne, s'appuyant sur des données de Météo-France de 2009. La commune est, selon ce zonage, dans la zone « Monts d'Arrée », avec des hivers froids, peu de chaleurs et de fortes pluies.
Pour la période 1971-2000, la température annuelle moyenne est de 11,1 °C, avec une amplitude thermique annuelle de 11,2 °C. Le cumul annuel moyen de précipitations est de 1 123 mm, avec 15,7 jours de précipitations en janvier et 8,7 jours en juillet. Pour la période 1991-2020, la température moyenne annuelle observée sur la station météorologique la plus proche, située sur la commune de Carhaix-Plouguer à 9 km à vol d'oiseau, est de 11,4 °C et le cumul annuel moyen de précipitations est de 1 112,4 mm,. Pour l'avenir, les paramètres climatiques de la commune estimés pour 2050 selon différents scénarios d'émission de gaz à effet de serre sont consultables sur un site dédié publié par Météo-France en novembre 2022.

## Urbanisme

### Typologie
Au 1er janvier 2024, Poullaouen est catégorisée commune rurale à habitat très dispersé, selon la nouvelle grille communale de densité à 7 niveaux définie par l'Insee en 2022.
Elle est située hors unité urbaine. Par ailleurs la commune fait partie de l'aire d'attraction de Carhaix-Plouguer, dont elle est une commune de la couronne,. Cette aire, qui regroupe 18 communes, est catégorisée dans les aires de moins de 50 000 habitants,.

## Histoire

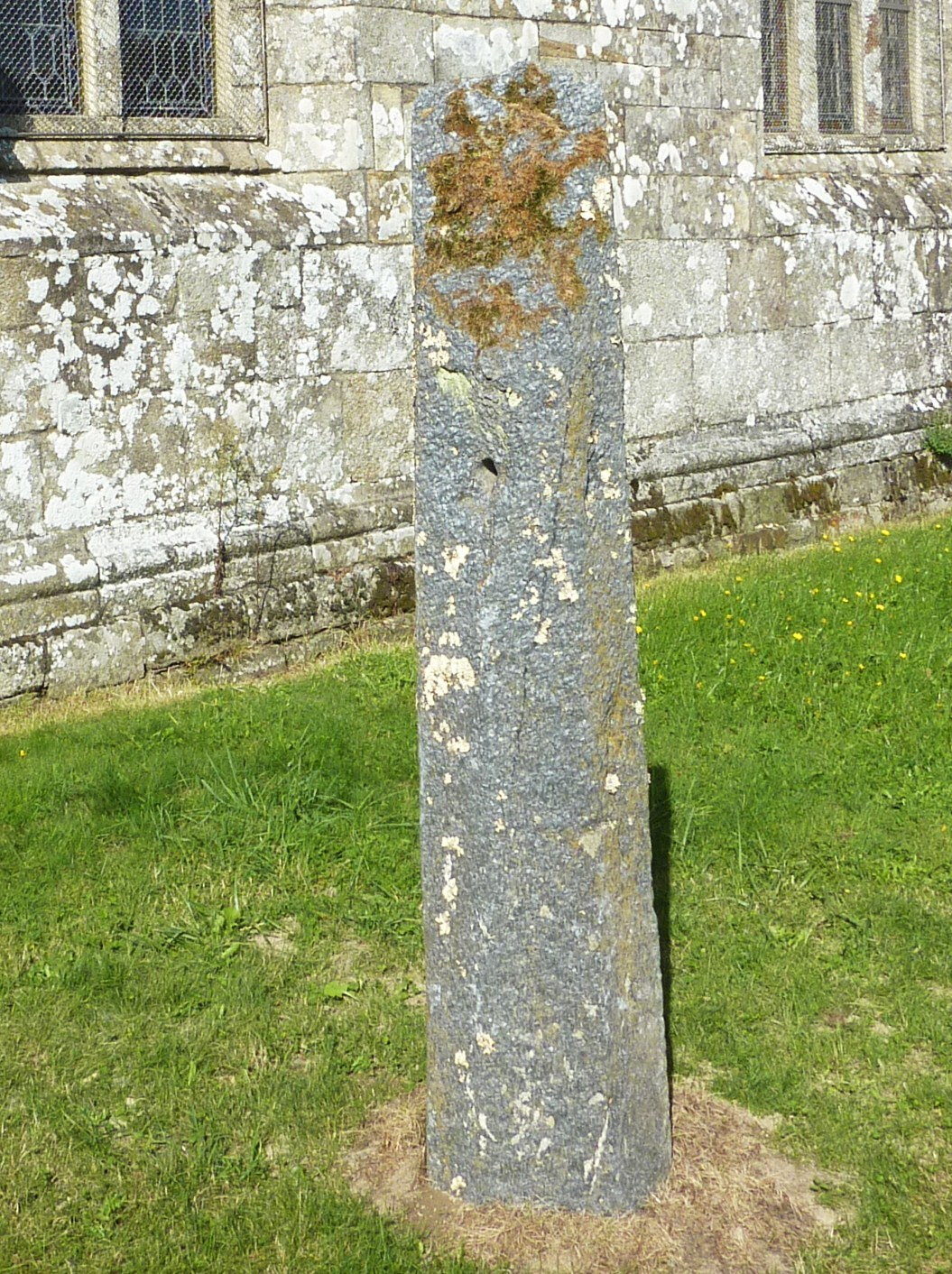
Stèle funéraire armoricaine.

### Origines et toponymie
Le nom de la commune provient du breton plou ou ploe (= paroisse) et de saint Louan, moine ermite d'origine irlandaise, connu au Pays de Galles sous le nom de saint Llywan. Ce saint a aussi donné son nom à Kerlouan et à un hameau de la commune de Riantec. Ce nom est attesté pour la première fois en 1505[réf. nécessaire].
Ancienne paroisse médiévale qui englobait aussi sa trève de Saint-Tudec, Kergloff, Plounévézel (et ses trèves de Sainte-Catherine et Saint-Idunet), Cléden-Poher et Carnoët. Poullaouen faisait partie de la région du Poher et de l'évêché de Cornouaille.
Les transcriptions du nom de la paroisse ont évolué avec le temps : Ploelouen (vers 1330 et en 1386), Ploelouan (en 1349), Ploe Louan (au XIVe siècle), Poulaven (en 1591) et Poullaouen (en 1677).

### Antiquité et Moyen Âge
Poullaouen a appartenu à la Civitas gauloise des Osismes.
Les vestiges des 4 camps subsistant au Justicou, à Rosquijeau, au Fréau et à Saint-Sébastien prouvent une occupation ancienne de la commune. Elle était également traversée par trois voies romaines menant depuis Vorgium (Carhaix) à l'Aber-Wrac'h, Lanmeur et Morlaix. La voie romaine de Morlaix à Vorgium passait par Le Cloître, Treusquilly et Poullaouen où elle traversait l'Aulne à Pont-ar-gorret, nom qui rappelle une ancienne pêcherie.
Ancienne paroisse primitive, qui englobait aussi sa trève de Saint-Tudec, Kergloff, Plounévézel (et ses trèves de Sainte-Catherine et Saint-Idunet), Cléden-Poher et Carnoët. Poullaouen faisait partie de la région du Poher et de l'évêché de Cornouaille.
Selon un document de 1498, une école existait alors à Poullaouen.

### Époque moderne
En 1667, le père Julien Maunoir, prédicateur célèbre, vint prêcher une mission à Poullaouen. Des miracles lui furent ensuite attribués dans la paroisse : un enfant de 9 ans, Jean Boscher, muet pendant six ans, aurait recouvré la parole en mai 1687 après que sa mère ait invoqué Julien Maunoir alors décédé ; il aurait aussi guéri un enfant, Julien Le Gal, atteint pendant trois semaines d'une fièvre très violente en mai 1683.

#### La révolte des Bonnets rouges (1675)
Les paysans de Poullaouen participent à la révolte des Bonnets rouges en 1675, avec à leur tête Sébastien Le Balp. Ils brûlent entre autres les manoirs de Lallunec et de Goavesnou (dont il ne subsiste qu'une cheminée et une margelle de puits) en Poullaouen et 2000 Bonnets rouges investissent le château du Tymeur. Sébastien Le Balp avait été auparavant le notaire de Renée-Mauricette de Plœuc, marquise du Tymeur, ce qui l'avait amené à faire de la prison entre 1673 et 1675 à Carhaix pour une escroquerie liée aux affaires de la marquise. Il a tenté d'enrôler le marquis Charles de Montgaillard, ancien colonel du régiment de Champagne, à la tête du mouvement armé. Mais le frère de Charles, Claude, marquis de Percin de Montgaillard, tua par surprise Sébastien Le Balp dans la nuit du 2 au 3 septembre 1675, avant d'être lui-même assassiné par un écuyer dans une rue de Carhaix. Privé de son chef, la révolte se désagrégea. Elle reste néanmoins très ancrée dans les mémoires jusqu'à ce jour.

#### Marion du Faouët arrêtée à Poullaouen (1752)
Le 25 juin 1752, la célèbre bandit Marion du Faouët se trouve à la foire Saint-Pierre de Carhaix avec sa fidèle servante Marguerite Cariou (ou Cadiou ?) et quelques autres. Le 2 juillet 1752, elle est arrêtée à Poullaouen par les cavaliers de la maréchaussée avec plusieurs de ses complices, dont Olivier Guilherm, Vincent Mahé et sa servante Marguerite Cadiou. Elle est conduite à la prison de Carhaix dont elle s'évade. mais ses deux frères capturés en même temps qu'elle sont soumis à la question et pendus, ainsi qu'un complice qui était probablement son amant. Le 15 juillet de la même année, elle est condamnée par la cour prévôtale de Quimper à être pendue en effigie,
Poullaouen et la guerre d'indépendance américaine (1775-1783)
Un soldat originaire de Poullaouen a participé à la guerre d'indépendance américaine : Samuel Silbert, domestique dans l'escadre du comte de Ternay.

#### Poullaouen en 1778
Jean-Baptiste Ogée décrit ainsi Poullaouen en 1778 :

« Poullaouen : à 10 lieues ½ au nord-est de Quimper, son évêché ; à 32 lieues de Rennes et à 2 lieues de Carhaix, sa subdélégation et son ressort. On y compte 3 600 communiants, y compris ceux de Saint-Tudec, sa trève. La cure est à l'alternative). On exploite, par continuation, à Poullaouen, une riche mine de plomb, qui donne un peu plus de deux marcs d'argent par quintal. Le château de Timeur [Tymeur], haute, moyenne et basse justice, à M. le comte de Blossac. Ce territoire offre à la vue des terres en labour, des prairies et beaucoup de landes. Le Roi y possède plusieurs fiefs. »

### Les mines de plomb et d'argent

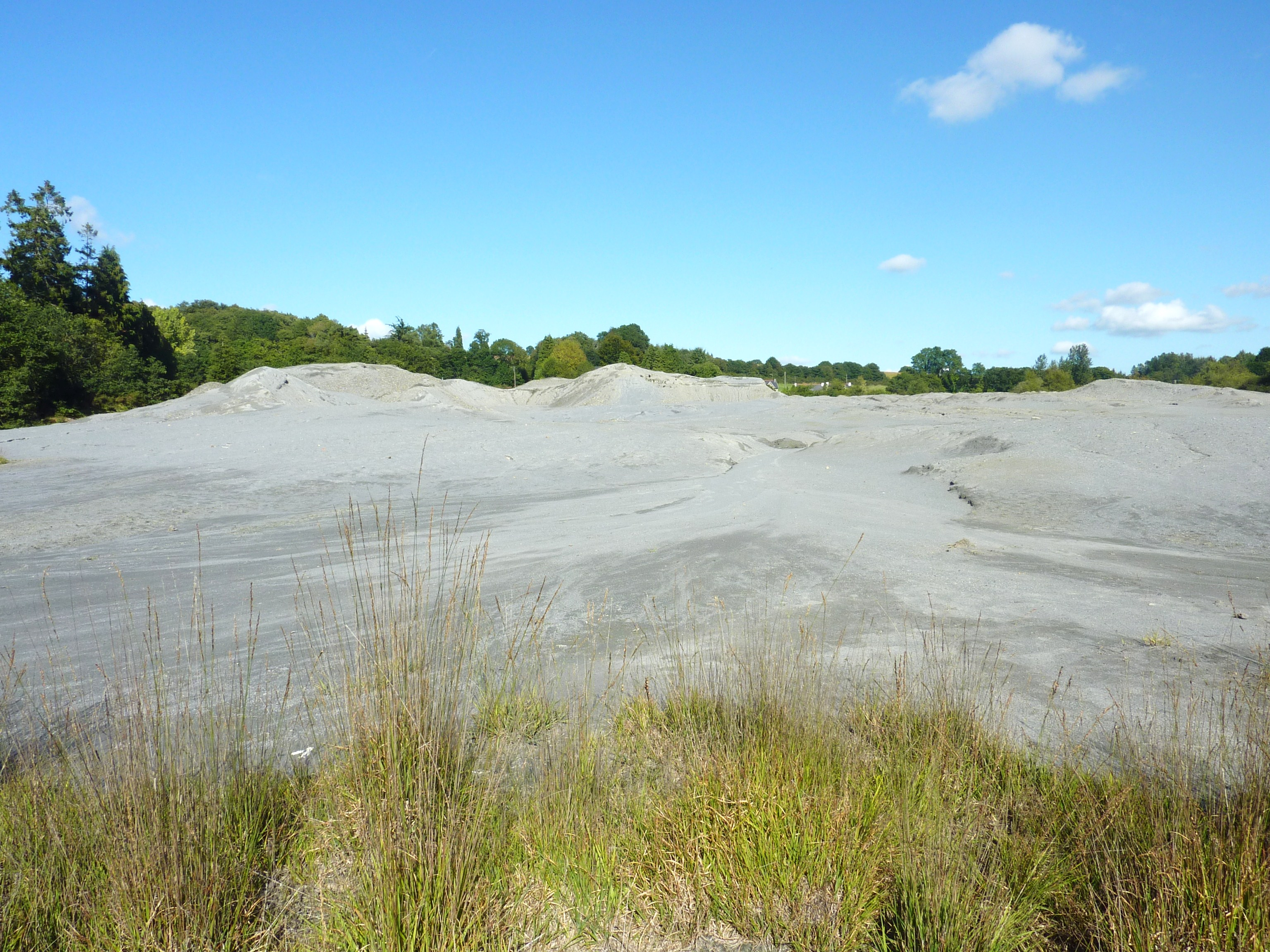
Le terril de l'ancienne mine : le terrain est toujours stérile.

#### Conditions géologiques et les débuts de l'exploitation
Les filons de galène traversant les grauwackes et les schistes argileux ont suscité l'exploitation de gisements de plomb-argentifère qui commencent probablement dès l'âge du bronze mais on n'en a pas la preuve certaine. L'activité d'extraction connaît une grande phase de prospérité au XVe siècle avant d'être concurrencée par l'argent américain. En 1425 le duc de Bretagne Jean V accorde à Jean de Penhoat, amiral de Bretagne et capitaine de Morlaix, « un intérêt dans l'exploitation de Huelgoët, dont il faisait ouvrir les veines argentifères par des ouvriers venus d'Allemagne ». La première concession fut accordée par le roi Louis XIII à Jean du Châtelet, baron de Beausoleil, et à sa femme. Les mines furent financées et dirigées successivement par des protestants français, allemands, suisses, gallois et anglais. Par exemple, des Allemands viennent de Saxe et du Harz pour exploiter ces mines qui furent réputées un temps être les plus importantes de France. Une partie de l'exploitation minière se situe sur le territoire de la commune voisine de Locmaria-Berrien.
Entre 1701 et 1711, l'Anglais Jacques Porter tente une nouvelle exploitation de la mine de Poullaouen. En 1732, l'activité reprend grâce à Guillotou de Kerever, négociant à Morlaix, qui crée la compagnie des mines de Basse-Bretagne, sous l'influence des protestants. On compte 150 employés en 1741 et 850 en 1751 ; les ouvriers de jour sont alors payés 12 sous par jour, ceux de nuit 15 sous, les manœuvres qui charrient le minerai 8 sous seulement, ce qui est très peu. En 1762, on recense de nombreux ouvriers étrangers (anglais, allemands, lorrains...) et les directeurs de la mine eux-mêmes sont à l'époque des étrangers : Denmann en 1740, König en 1750, Brolemann à partir de 1780. On trouve même trace d'un Hongrois de Transylvanie dénommé François Czernitz comme mineur à Poullaouen.
Cet import de main d'œuvre s'accompagne de l'adoption de techniques nouvelles : la machine de Newcomen est adoptée à la fin des années 1740, et l'usage du coke est essayé au milieu des années 1760. La mise en œuvre de ces techniques est incitée par le pouvoir et les milieux académiques. Mais, malgré leur pertinence dans le contexte breton (absence de force et de réseau hydraulique sur le plateau de Poullaouen, et cherté grandissante des bois en Bretagne), leur adoption est un échec car elle remet en cause la structure technico-économique profonde de l'entreprise.

#### L'apogée de l'exploitation minière et les aspects techniques
Vers 1780, les mines emploient un millier d'ouvriers. Un dicton breton célèbre disait : « Diveina Berrien, diradena Brasparts, dic'hasta Poullaouen, tri zrâ dic'halluz da Zoué » (« Ôter les pierres à Berrien, les fougères à Brasparts, les putains à Poullaouen, trois choses impossibles à Dieu »). Ce dicton s'explique par la venue à Poullaouen de nombreux hommes seuls, attirés par l'exploitation minière à l'époque, et constituant une clientèle pour les travailleuses du sexe.
L'apogée de l'exploitation apparaît entre 1760 et 1790, avec la présence de 2 000 personnes produisant à l'époque 600 t de plomb et 1,5 t d'argent (première mine métallurgique de France). Dès le début du XIXe siècle, et peut-être même avant, des « chemins de bois »(wagonnets roulant sur des rails en bois) semblent avoir été utilisés à Poullaouen pour l'une des premières fois en Europe à l'instigation de Pierre Laurent, qui avait mis ce procédé au point aux mines d'Anzin. Ce seront les précurseurs des chemins de fer. La production est exportée par le port de Morlaix.
Les mines du Huelgoat et de Poullaouen consommaient énormément de bois. En 1788, le subdélégué de Carhaix écrit : « Les matières extraites de la mine de Huelgoat sont portées à celle de Poullaouen pour être mises en fusion, et c'est là qu'on fait la fonte des plombs (...). Il y a à celle de Poullaouen plusieurs fourneaux de réverbère à manche et d'affinage au nombre de dix ». Il ajoute : « La compagnie a même utilisé la totalité des bois voisins appartenant à des particuliers et elle sollicite des secours en bois dont il lui est impossible de se passer jusqu'aux renaissances de ceux qu'elle a exploité et dont il a été fait depuis huit ans une grande consommation ». L'exploitation minière entraîne aussi une pollution importante dont se plaignent les riverains : « Or, il est certain que les matières, qui proviennent des mines de Poullaouen et Huelgoat, et qui sont conduites dans la rivière d'Aulne, communiquent une telle malignité aux eaux de cette rivière qu'elle causent dans leurs débordements les plus grands dégâts ». L'eau qui sert à laver le minerai « forme une lessive épaisse et fort nuisible aux cultures ».
En 1767 les laveuses refusèrent la décision de la direction de baisser leurs salaires au niveau de ceux pratiqués dans la mine voisine de Locmaria ; elles tinrent six semaines. C'est la première grève de femmes connue en France.
En 1794, après une insurrection des mineurs, Jeanbon Saint-André ordonne la nationalisation des mines de Poullaouen et leur mise en régie. En 1816, M. Drouillard, de Quimperlé, acquiert les mines mais, élu député en 1846 dans des conditions suspectes (achat de voix), son élection fut annulée. Un déclin progressif (on compte encore 320 emplois en 1864) conduit à la liquidation de la compagnie en 1866. De rares vestiges sont encore visibles au lieu-dit "la Vieille-Mine".
Selon une description datant de 1838, les mines comptaient deux exploitations distinctes, l'une à Poullaouen, exploitée jusqu'à 140 mètres de profondeur, l'autre au Huelgoat, exploitée jusqu'à 265 mètres de profondeur. Le filon de Poullaouen, découvert en 1741, était à l'origine puissant, mais il s'est aminci et divisé au fur et à mesure que son exploitation progressait. On en retire à l'époque 7 500 tonnes de minerai brut par an, dont on obtient environ 660 tonnes de plomb propre à la fonte (la mine du Huelgoat produisait alors moins : 4 600 tonnes de minerai brut dont on obtenait 370 tonnes de plomb). À Poullaouen, 330 ouvriers étaient alors employés quotidiennement à la mine (280 au Huelgoat), indépendamment de ceux qui travaillaient à la fonderie qui occupait une centaine d'ouvriers travaillant dans 4 fourneaux à réverbère. Si l'on ajoute les ouvriers des ateliers annexes, les deux mines employaient environ 800 individus. Toujours en 1838 un système de pompage des eaux (deux machines à colonne d'eau, « les plus grandes et plus belles machines que nous ayons en France ») venait alors d'être installé par l'ingénieur Juncker. Elles utilisent « une force motrice de 60 mètres, en élevant, d'un seul jet, 30 litres d'eau par seconde à 230 mètres de hauteur ».
Vers 1859, on recense sur le carreau de la mine de Poullaouen « quatre bocarts, 22 cribles, 106 tables de lavage, 2 fourneaux à tuyères, 2 fourneaux de coupelle, un fourneau à manche et un fourneau de raffinage ». Les cribles servaient à plonger le minerai de plomb à plusieurs reprises dans l'eau pour ôter la majeure partie de sa gangue.
Vers 1880, on extrayait des mines de Poullaouen, outre le plomb, « environ quinze cent kilogrammes d'argent par an. Les autres mines [de France] n'en fournissent pas même autant toutes ensemble ». La technique de réduction utilisée pour obtenir les métaux à partir du minerai, dénommée "méthode viennoise", restait à cette époque vieillotte : « la réduction s'opère dans des fours à réverbère, dont la sole formée de pierres de grès est légèrement inclinée en direction du bassin de réception. (...) Après avoir laissé le four fermé pendant deux heures, on repousse les scories par le haut de la sole et on brasse la ferraille dans le bain ; quatre heures après, on écume la plus grande partie des scories et on peut procéder à la coulée » qui permet de recueillir le métal, écrit Lucien Huard en 1884. Il ajoute : « On consomme généralement en combustible, bois et fagots, un poids égal à celui du minerai traité ».

#### La pénibilité, l'insalubrité, la pauvreté et les difficultés liées à l'exploitation minière
Selon Jacques Cambry « les hommes languissent décolorés, attaqués au plomb de coliques d'entrailles, surtout dans les communes de Locmaria, de Plouyé et du Huelgoat ; ces mêmes écoulements ont, dans les rivières autrefois poissonneuses, détruit brochets, saumons, dards, brêmes, perches, tandis qu'à cinquante pieds sur les rives les arbres sont dépouillés de leur feuillage et brûlés jusqu'au cœur ».

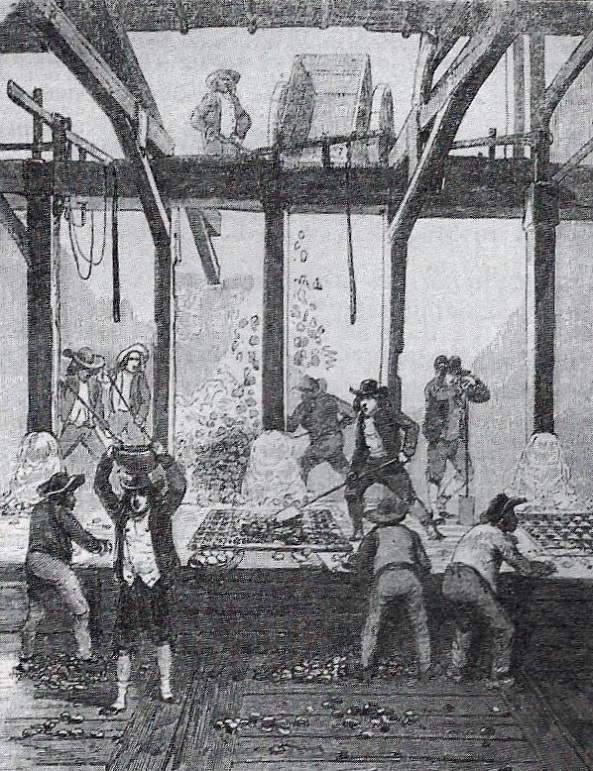
Enfants laveurs aux grilles, mines de Poullaouen (L'Illustration du 14 juin 1845)

Émile Souvestre écrit en 1836 : « Vous voyez passer un à un des hommes à figure de cadavres, une ceinture de cuir autour du corps, une lampe de fer suspendue à l'habit, et le pen-bas à la main. Ce sont les mineurs de Poullaouen qui se rendent chez eux. La mine elle-même apparaît bientôt, entourée de sa vaste ceinture de bâtiments fumeux, de ses immenses machines hydrauliques dont les grands bras s'étendent sur la route (...) Une confusion de bruits étouffés et stridents (...), ce sont les grincements des poulies chargées, les rugissements du plomb fondu qui bondit dans les chaudières, les hurlements des machines ébranlées ».
Les ouvriers sont atteints par le saturnisme : un sondage effectué en 1836 montre « sur 85 ouvriers employés aux fonderies de Poullaouen (...), on notait seulement [sic] 10 atteints en deux ans ». La même enquête estime la mortalité des ouvriers, âgé en moyenne de 42 ans, à 18 pour cent l'an, chiffre énorme ! Dans les galeries de la mine, l'air était pollué par une proportion élevée d'acide carbonique : de 0, 8 à 3,9 pour cent selon les mesures effectuées en 1845, « la respiration était gênée, mais le travail restait possible » écrit Alexandre Vézian. Un autre savant, Félix Leblanc, qui a fait ses propres mesures qui donnent des taux analogues ajoute toutefois « dans ces conditions la lampe du mineur s'éteint ; l'ouvrier travaille le plus souvent dans l'obscurité ».
En 1844, le Chevalier de Fréminville écrit que « le bourg de Poullaouen (...) n'a rien de remarquable que la mine de plomb argentifère qui en est voisine » et précise que « la campagne qui l'environne est pelée et inculte ; mais les bâtiments nombreux, habités par les employés et les ouvriers de la mine, ainsi que les machines servant à l'exploitation, donnent à ce site une apparence de vie et d'activité qui contraste fortement avec la sombre mélancolie du paysage environnant ».
En 1845, dans son poème "Les Bretons", Auguste Brizeux trace le plus sombre tableau des mineurs de Poullaouen qui, selon lui, cacheraient sous terre la honte d'une existence tarée, peut-être le remords d'un crime impuni. Cela illustre les préjugés alors en vigueur à l'encontre des mineurs.
En 1851 une épidémie de scarlatine se propage à Poullaouen ; selon un rapport sur l'épidémie, l'insalubrité des mines et la misère sont évoqués, ainsi que les salaires trop bas des ouvriers qui ne permettent pas de se nourrir décemment.
En 1885, Gustave Flaubert visite les mines : « Nous aurions voulu descendre un peu dans les entrailles de la terre pour voir l'effet des lampes dans les longs corridors humides mais comme monsieur l'inspecteur était allé la veille danser au pardon de Poullaouen, qu'il n'était pas encore revenu et que nous n'avions pas le temps d'attendre son retour, nous restâmes en plein air. (...) Mais nous allâmes voir sous de grands hangars des femmes qui lavaient une boue jaunâtre d'où s'étire l'argent et qui tamisaient une poussière violette qui devient du plomb. Nous étions accompagnés d'un contremaître qui était fort savant et qui puait l'eau-de-vie. Il nous parla de cuivre oxydulé, de panabase, de pyrite cubique, d'aphanèse, de cyanose, de bezeline, d'arseniare, de nickel et nous n'y comprîmes rien ».
La même année, André Mori fait une sombre description de Poullaouen : « Parmi les plus misérables villages de la Bretagne, il n'en est point d'un aspect aussi triste que Poullaouen. Là vivent presque tous les mineurs, leurs gains étant loin d'être aussi considérables que dans les charbonnages du Nord. Les hommes recevaient un franc par jour, les femmes dix sous et les enfants cinq sous, c'était le maximum des salaires. Cependant les Bretons s'en contentaient. Le jour où les puits furent abandonnés, ce fut une atroce détresse pour la population minière ; les uns émigrèrent dans le Nord et tentèrent de travailler dans les mines de houille : ils moururent frappés par l'incurable nostalgie du pays natal, ce mal terrible qui consume tant de petits soldats bretons dans les casernes de France. Les autres se mirent à cultiver les champs. Mais l'ouvrier revient avec peine à la terre. Le sol déjà aride et ingrat est rebelle à leurs efforts maladroits ».

#### Le déclin et la cessation de l'exploitation minière
Les mines, à partir de l'essor du réseau ferré, n'ont pas pu supporter la concurrence étrangère et ferment les unes après les autres : dès 1866 à Poullaouen, 1873 au Huelgoat. L. Gallouédec écrit en 1893 : « Aujourd'hui, les puits s'ouvrent, délaissés et béants parmi l'accumulation des cendres, des scories et des charbons ; les mineurs sont allés se fixer dans la Loire-Inférieure et la Vendée ».
André Mori écrit en 1885 : « Les galeries s'étendaient du Huelgoat à Poullaouen. Depuis plusieurs années, l'exploitation a cessé. C'est un sinistre spectacle que l'entrée de ces mines abandonnées : les hangars vides et à moitié défoncés, les hauts fourneaux déserts, les cendres et les scories entassées, le sol partout brûlé et couvert d'une poussière blanchâtre, les ruisseaux qui servaient au lavage empoissonnés et, dans cette désolation, pas un bruit, pas un être ».
Des tentatives de réexploitation est faite par la Société des mines de Pontpéan en 1906, puis par la Société de Pontgibaud, puis celle des mines de Cogolin, mais l'exploitation ne reprendra jamais significativement. L'arrêt définitif survient en 1934.

### La Révolution française
Dans la nuit du 22 au 23 août 1792, des paysans révoltés de Berrien, Scrignac, Bolazec, etc. menacent de brûler Poullaouen, projetant ensuite de se rendre à Carhaix et Quimper. Ils furent battus à Scrignac avant de pouvoir passer aux actes par un détachement militaire venu de Carhaix, renforcé par 42 hommes fournis par la commune de Poullouen.
François Le Coz, né à Collorec, recteur de Poullaouen, fut condamné à mort et exécuté à Brest le 24 mars 1794. Il fut probablement le premier prêtre réfractaire guillotiné à Brest.

### LeXIXesiècle
« Je vis parmi des gens sauvages et irreligieux » écrit le recteur de Poullaouen en 1814. en 1824, un recteur de Poullaouen saisit par les cheveux son sacristain et le jeta dans un caveau sous la sacristie, dont il ne sortit que le lendemain, car il avait été absent lors d'une prière.
A. Marteville et P. Varin, continuateurs d'Ogée, décrivent ainsi Poullaouen en 1845 :

« Poullaouen (sous l'invocation de saint Pierre) : commune formée de l'ancienne paroisse de ce nom, y compris sa trève Saint-Tudec ; aujourd'hui succursale ; chef-lieu de perception. (...) Principaux villages : Lémézec, Kerloac'hguen, Coadigou, le Cosquer, Kerhaol, Menezmeur, Kerbizien, Kerbéchec, Kersac'h, Kerthomas, Resthervé. Maisons principales : le Tymeur, le château de la Mine. Superficie totale : 7 130 hectares dont (...) terres labourables 3 189 ha, prés et pâtures 688 ha, vergers et jardins 67 ha, bois 203 ha, canaux et étangs 41 ha, landes et incultes 1 861 ha, (...), 701 ha de forêts royales (...). Usines : 2. Moulins : 9 (de Kerviniou, de Conval, de Penfunteun, Neuf, Lavelot, Lallunec, Rosquigeot, à eau). Ce qui donne de l'importance à cette localité, c'est la mine qui porte son nom, et qui est sans contredit la plus importante exploitation métallique de Bretagne. Comme toutes les mines, Poullaouen offre un aspect triste et désolé, par l'accumulation des cendres, des scories, des charbons et des bois pelés prêts à alimenter les fourneaux ; cet aspect s'assombrit encore ici par l'entourage des collines arides et nues, qui forment comme une ceinture à cet immense établissement. Les bâtiments destinés aux employés principaux sont ce qui frappe au premier aspect, par leur architecture, qui rappelle l'époque où la France a vu se créer presque tus ses grands établissements civils et militaires. Puis ce sont les fourneaux à réverbère, les fourneaux d'affinage, de coupellation, etc.. Au milieu du bruit, de la fumée, près de mille hommes, femmes et enfants s'agitent et ajoutent à l'étrange activité de ces lieux. Poullaouen exploite son minerai et celui de Huelgoat. (...) Le minerai de plomb sulfuré argentifère, mêlé de zinc sulfuré, que l'on exploite à Poullaouen, contient des quantités variables de plomb et d'argent. (...) Le minerai exploité est, année moyenne, de 1 200 000 kilos. Depuis quelques années, M. Juncker, directeur de Poullaouen, a apporté à ce bel établissement tous les procédés nouveaux importés de l'Allemagne et de l'Angleterre ; sans lui, cette exploitation eût probablement coulé depuis longtemps. Il est pénible de penser cependant que tout cet immense matériel peut devenir d'un jour à l'autre improductif car, à  Poullaouen comme en beaucoup d'autres exploitations plombifères, le gisement du minerai jette beaucoup d'incertitude sur les travaux à venir. Parfois, l'on compte sur un filon énergique, et puis il s'épuise tout à coup ; parfois, on trouve de nouvelles richesses alors qu'on craint de voir le minerai manquer. Bref, dans de telles entreprises, il faut souvent compter comme principal avantage l'exploitation facile des forêts au milieu desquelles on s'est établi, à tel point que l'on gagne 3 francs par stère de bois, qu'il faudrait aller vendre moins avantageusement au loin, l'on s'estime souvent fort heureux. Il y a foire grasse le lendemain de la sexagésime ; foire le 9 mai ; foire à la Saint-Pierre ; enfin le lendemain du pardon, qui a lieu le premier dimanche de juillet. Les routes de Carhaix à Morlaix et de Carhaix à Landerneau traversent cette commune (...). Géologie : terrain schisto-argileux dans le nord, et grauwacke dans le sud, notamment autour de Saint-Tudec ; quelques roches feldspathiques. On parle le breton. »

Pitre-Chevalier écrit en 1844 que François-Charles Blacque-Belair, banquier et ancien maire de Poullaouen, « occupe une armée de mineurs en des gouffres qui vomissent par an douze millions cent kilogrammes de minerai brut.
La fermeture des mines de plomb argentifère et la crise des ardoisières provoquèrent dans les dernières décennies du XIXe siècle une forte émigration, notamment vers Trélazé. En 1899 le recteur de Poullaouen alla prêcher trois missions, l'une à Trélazé, une autre dans la paroisse de la Madeleine d'Angers et une troisième dans la paroisse Saint-Serge de cette même ville, mais cela n'empêchait pas la pratique religieuse des Bretons émigrés de décliner rapidement.
La première école communale ouvre en 1861 pour les garçons et en 1888 pour les filles. En 1878 trois sœurs de la congrégation des Filles du Saint-Esprit, installées à Poullaouen depuis 1874 (deux faisaient la classe aux filles, la troisième visitait les malades) sont expulsées de l'école dont les locaux leur étaient loués jusque-là par la municipalité, à la demande du maire de la commune, pour être remplacées par une institutrice laïque. L'affaire souleva à l'époque de vives polémiques.
En 1891, l'ouverture de la voie ferrée à écartement métrique du réseau breton entre Morlaix et Carhaix permet la création de la gare de Poullaouen. Quelques années après la fin de la 2e Guerre Mondiale, un autorail remplace les trains à vapeur pour le trafic voyageur. La ligne ferme totalement en 1967.

### LeXXesiècle

#### LaBelle Époque
En réponse à une enquête épiscopale organisée en 1902 par Mgr Dubillard, évêque de Quimper et de Léon en raison de la politique alors menée par le gouvernement d'Émile Combes contre l'utilisation du breton par les membres du clergé, le recteur de Poullaouen, l'abbé Coum, écrit que 15 garçons et 10 filles, d'âge de Première communion, ne fréquentent aucune école ; il ajoute : « Les enfants, sauf ceux du bourg et des environs, ne commencent à fréquenter l'école primaire que vers l'âge de 10 ou 11 ans, à cause des distances et des difficultés des chemins ».
En septembre 1907, le recteur de Poullaouen reçut un délai de 15 jours pour quitter son presbytère, sous peine d'en être expulsé.
En février 1913, une épidémie de rougeole sévit à Carhaix, Plounévézel et Poullaouen, faisant plusieurs centaines de malades et plusieurs morts.

#### La Première Guerre mondiale
Le monument aux morts de Poullaouen porte les noms de 160 soldats morts pour la France pendant la Première Guerre mondiale.
Parmi eux, 10 au moins sont morts en Belgique ; un (François Cotonnec) est mort en Serbie, dans le cadre de l'expédition de Salonique, en 1916 ; un (François Guyader) est mort en mer à bord d'un navire-hôpital en 1915 ; un (Pierre Mocaër) est un marsouin disparu en mer lors du naufrage du Provence II le 26 février 1916 ; la plupart des autres sont morts sur le sol français, dont Louis Cadec et Guillaume Le Gall, décorés de la Médaille militaire et de la Croix de guerre et Charles Lamande, décoré de la Médaille militaire, mort des suites de ses blessures le 16 juillet 1919 à Poullaouen. Jean Guyader est mort de maladie à Cassel (Allemagne), lui aussi après la fin de la guerre le 14 janvier 1919, mais après avoir été prisonnier de guerre en Allemagne.
Comme toutes les communes de France, Poullaouen a payé un lourd tribut à la Première Guerre mondiale. L'exemple de la famille Trichet, de Lamézec, l'illustre dramatiquement : cette famille perdit successivement un premier fils Pierre, tué à la bataille de la Marne le 7 septembre 1914, un second Jean-Marie, mort le 15 février 1915 des suites d'une maladie contractée au front, un troisième Guillaume, tué à Suippe le 2 janvier 1916, un quatrième François-Louis, mort dans un hôpital d'Auxerre le 9 avril 1916, des suites d'une maladie contractée au front et enfin le beau-fils Bourlès, tué dans la Somme le 2 octobre 1916. Un autre cultivateur de Poullaouen, Michel Le Guern, avait six fils à la guerre en même temps.

#### L'Entre-deux-guerres
La pastorale de Poullaouen est un spectacle en langue bretonne à thème religieux connu sous le titre breton  Pastoral war guinivelez Jezus-Christ ("Pastorale sur la naissance du Christ"), déclamé et chanté par une trentaine de figurants, où les bergers et bergères étaient les plus nombreux ; ces représentations théâtrales étaient entrecoupées de Noueloù  ("Chants de Noël") et d'une danse, la "danse des bergers". La dernière représentation eut lieu en 1936.

#### La Seconde Guerre mondiale
Le monument aux morts de Poullaouen porte les noms de 22 personnes mortes pour la France pendant la Seconde Guerre mondiale ; parmi elles deux (François Picard et Émile Le Raer) sont des marins disparus en mer ; Pierre Saliou, Frère des Écoles chrétiennes, est mort de ses blessures à Zuydcoote le 3 juin 1940 lors de la Débâcle ; Yves Le Guern est mort à Leipzig (Allemagne), le 26 septembre 1940 (il y était probablement prisonnier de guerre) ; François Boulch est mort en Allemagne le 25 février 1945.
Le 5 janvier 1944, un bombardier de la 8th Air Force de l'USAAF portant le nom SLO TIME SALLY s'écrase au lieu-dit Lagoden. Cette tragédie coûta la vie au Sgt Arlie Leroy Thompson, jeune aviateur. Il est inhumé au cimetière américain de Colleville-sur-mer en Normandie.
Le 30 avril 1944 à Poullaouen Claude Le Morvan fut tué de deux coups de feu tirés par une sentinelle allemande.
Alice Péron, franc-tireur partisan de la compagnie Barbusse, témoigne des combats à Poullaouen pendant l'été 1944 : « Alors que nous évacuons Poullaouen, où notre groupe s'est battu contre l'occupant, Mathurine et moi trouvons deux camarades blessés, couchés au bord de la route : Le Roy et Denis. Les Allemands sont tout proches, il faut agir vite. Nous n'avons pas assez de force pour les porter, mais les chargeons dans des brouettes et faisons des garrots avec du linge qui séchait dans un jardin. Des habitants nous insultent : « Dégagez, vous allez nous faire tuer ! » Dans sa brouette, mon blessé saigne, se tord de douleur et me broie les mains en s'accrochant durant les quatre kilomètres que je parcours avant de trouver secours auprès du maquis ».
Poullaouen a été, le 5 août 1944, la première commune du Finistère libérée par l'armée américaine (par la 6e division blindée américaine commandée par le général Grow). Deux soldats américains périssent lors de ces combats (le 1re classe John D.Gemmill et le Lieutenant Philippe E. Higinbothan), ainsi que François Dupont, Émile Kermanach, Joséphine Léran et Pierre Pors, victimes civiles tuées par faits de guerre le 4 août 1944 au bourg de Poullaouen.
François Fouquat, né le 17 juillet 1922 à Poullaouen, voilier-gréeur à l'arsenal de Brest, part d'Ouessant pour l'Angleterre dès le 20 juin 1940. Après avoir suivi une instruction militaire en Angleterre, il est affecté comme sergent à Brazzaville en mai 1941. Affecté ensuite à la colonne Leclerc, il participe aux combats du Fezzan, de Tripolitaine et de Tunisie. Le 1er juin 1943, il est affecté au quartier général de De Gaulle. Le 21 décembre 1943, il est parachuté dans l'Ain et participe à des actions de sabotage, notamment en région parisienne. En juin 1944, il rejoint le maquis du Morvan, où il participe notamment aux combats de Lormes. Le 15 juin 1944, il est blessé lors d'un combat et est achevé par les Allemands. Il est promu à titre posthume lieutenant, Compagnon de la Libération, chevalier de la Légion d'honneur et est titulaire de plusieurs autres décorations. Il est inhumé au cimetière de Lambézellec.

#### L'après-guerre
Cinq soldats originaires de Poullaouen (Pierre Huiban, Jean Le Gars, Marcel Le Poupon, Mathieu Sker, Arsène Urvoaz) sont morts pour la France pendant la Guerre d'Algérie.
Selon le journal Le Télégramme, les habitants de Poullaouen consommaient en 1962 chaque mois 200 kilos de tabac à chiquer ce qui constituerait un record.
Le cercle celtique de Poullaouen marqua cette période. Il présentait la particularité de comporter une majorité de chanteurs et danseurs nés dans la société traditionnelle, et constitua le socle à partir duquel se produisit un mouvement de renaissance aujourd'hui ignoré de beaucoup. En effet, c'est à Poullaouen qu'eut lieu la toute première soirée en salle consacrée au renouveau du chant traditionnel en langue bretonne, et notamment au kan-ha-diskan, à l'initiative de Loeiz Ropars (1921-2007). Le succès de cette manifestation permit par la suite l'organisation de festou-noz en salle avec sonorisation, et marqua le départ d'un mouvement de renaissance de la pratique du chant à danser dont on voit encore aujourd'hui les effets, bien que très peu de nouveaux chanteurs aient relevé le défi du chant dans la danse que le même Loeiz Ropars remit en pratique dans le cadre de réunions privées à la campagne. L'association Al Leur Nevez qu'il fonda en 1964 a fort heureusement publié nombre de disques vinyles puis de CD comportant de précieux témoignages de cette période enregistrés soit lors de ces séances à la ferme, soit à l'occasion de festou-noz en salle (par exemple à Saint-Herbot en 1959).
Ce mouvement connut dans la deuxième moitié des années 1950 un retentissement national marqué par le grand prix de l'académie Charles-Cros attribué au 30 cm enregistré chez Vogue sous l'égide de la Fédération des bretons de Paris après un concert mémorable du Cercle Celtique de Poullaouen à la Mutualité.
Pour en savoir plus: les livrets accompagnant les disques, notamment le double CD du cinquantenaire publié à la Coop Breizh, ainsi que le livre-hommage consacré à Loeiz Ropars (avec CD d'accompagnement).
En mai 1989 sont organisées pour la première fois les "Douze heures de la gavotte". L'association Dans Tro transforme cette festivité annuelle en "Nuit de la gavotte" organisée désormais chaque année au mois de septembre et qui, en plus d'un fest-noz, présente des films documentaires liés au patrimoine rural du Kreiz Breizh.

### LeXXIesiècle
La fermeture en 2014 de l'usine de transformation du saumon Marine Harvest Kristen, qui employait à Moulin-Conval en Poullaouen 180 salariés (par le passé l'usine, alors propriété du groupe Chevance, avait employé jusqu'à 800 salariés) a été une catastrophe pour l'économie locale ; les salariés licenciés ont eu une maigre consolation en 2017 lorsque le Conseil des prud'hommes de Brest a jugé « dépourvu de causes réelles et séreuses » leur licenciement. Un projet de pisciculture sur le site de l'ancienne usine est annoncé en 2018.
Le 1er janvier 2019, Poullaouen et Locmaria-Berrien fusionnent pour créer la commune nouvelle de Poullaouen. Mais cette fusion est annulée le 5 novembre 2020 par le tribunal administratif de Rennes pour vice de forme. Finalement, un arrêté préfectoral du 11 décembre 2020 confirme la création,.

### Démographie
Poullaouen avait 3600 "communiants" en 1780, y compris ceux de sa trève de Saint-Tudec.
L'évolution du nombre d'habitants est connue à travers les recensements de la population effectués dans la commune depuis 1793. Pour les communes de moins de 10 000 habitants, une enquête de recensement portant sur toute la population est réalisée tous les cinq ans, les populations de référence des années intermédiaires étant quant à elles estimées par interpolation ou extrapolation. Pour la commune, le premier recensement exhaustif entrant dans le cadre du nouveau dispositif a été réalisé en 2004.

En 2022, la commune comptait 1 466 habitants, en évolution de +15,34 % par rapport à 2016 (Finistère : +2,16 %, France hors Mayotte : +2,11 %).
| 1793  | 1800  | 1806  | 1821  | 1831  | 1836  | 1841  | 1846  | 1851  |
| ----- | ----- | ----- | ----- | ----- | ----- | ----- | ----- | ----- |
| 3 421 | 3 611 | 3 355 | 3 142 | 3 544 | 3 685 | 3 700 | 3 733 | 3 723 |

| 1856  | 1861  | 1866  | 1872  | 1876  | 1881  | 1886  | 1891  | 1896  |
| ----- | ----- | ----- | ----- | ----- | ----- | ----- | ----- | ----- |
| 3 662 | 3 720 | 3 380 | 3 158 | 3 176 | 2 966 | 3 172 | 3 220 | 3 232 |

| 1901  | 1906  | 1911  | 1921  | 1926  | 1931  | 1936  | 1946  | 1954  |
| ----- | ----- | ----- | ----- | ----- | ----- | ----- | ----- | ----- |
| 3 353 | 3 468 | 3 640 | 3 635 | 3 640 | 3 434 | 3 316 | 3 016 | 2 586 |

| 1962  | 1968  | 1975  | 1982  | 1990  | 1999  | 2004  | 2006  | 2009  |
| ----- | ----- | ----- | ----- | ----- | ----- | ----- | ----- | ----- |
| 2 327 | 2 075 | 1 793 | 1 731 | 1 574 | 1 498 | 1 383 | 1 379 | 1 396 |

| 2014  | 2019  | 2022  | - | - | - | - | - | - |
| ----- | ----- | ----- | - | - | - | - | - | - |
| 1 298 | 1 480 | 1 466 | - | - | - | - | - | - |

En 1874, la commune de Poullaouen est divisée en deux sections électorales, celle de Poullaouen avec 2 336 habitants et celle de Saint-Tudec avec 822 habitants.

## Politique et administration

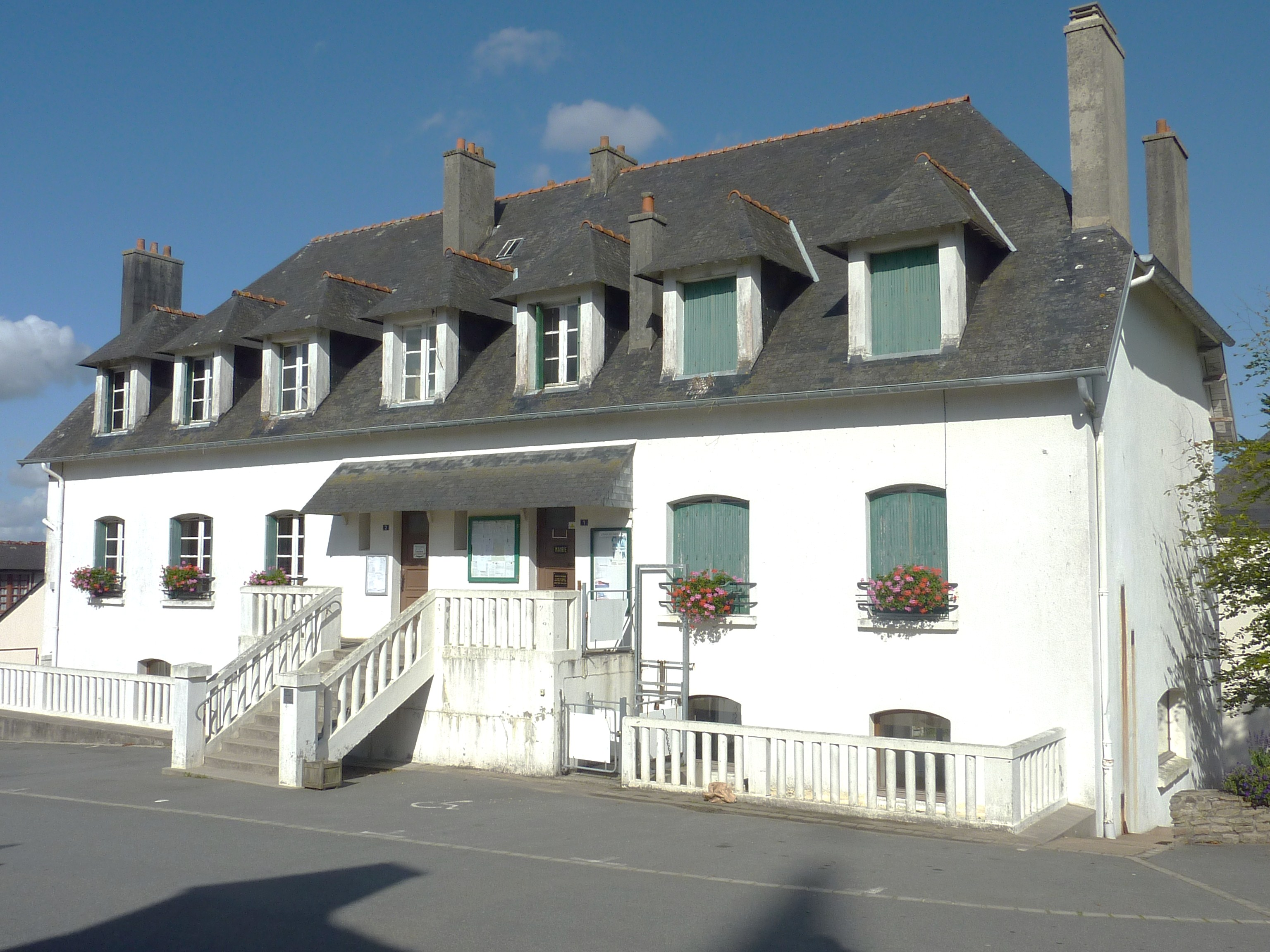
La mairie.

| Nom                | Code Insee | Intercommunalité         | Superficie (km2) | Population (dernière pop. légale) | Densité (hab./km2) |
| ------------------ | ---------- | ------------------------ | ---------------- | --------------------------------- | ------------------ |
| Poullaouen (siège) | 29227      | CC Poher communauté      | 88,56            | 1 466 (2022)                      | 17                 |
| Locmaria-Berrien   | 29129      | Monts d'Arrée Communauté | 17,2             | 239 (2016)                        | 14                 |

### Héraldique
| Blason de Poullaouen | Blason de Poullaouen. D'hermine chevronné de gueules |

## Économie
- Un site de production Marine Harvest, entreprise d'agro-alimentaire spécialisé dans le conditionnement et la préparation de saumons fumés, y était implanté. Il a fermé en 2014.

## Langue bretonne
À la rentrée 2016, 13 élèves étaient scolarisés dans la filière bilingue publique (soit 17,1% des enfants de la commune inscrits dans le primaire).

## Lieux et monuments

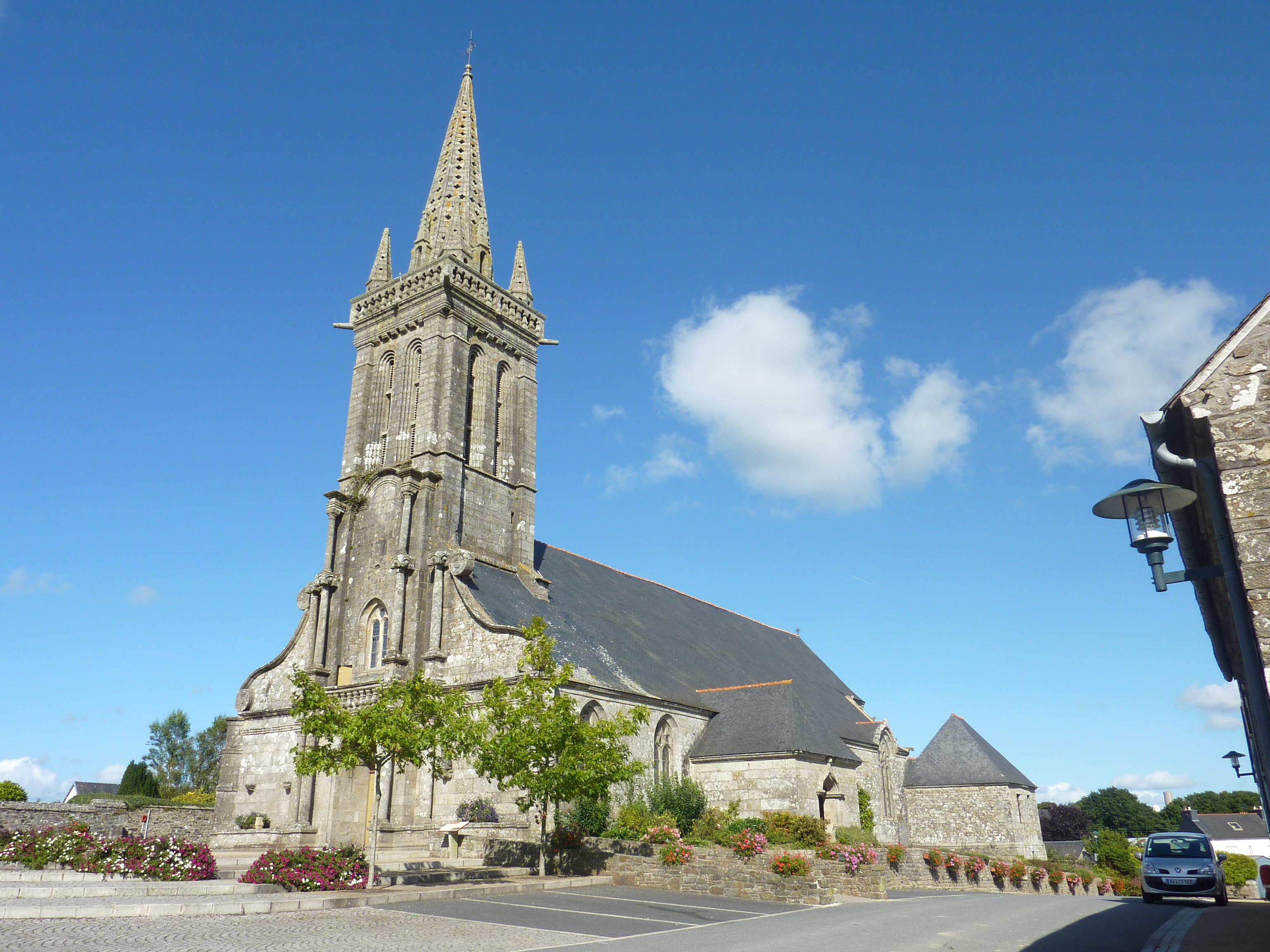
L'église Saint-Pierre-et-Saint-Paul de Poullaouen.

- l'église paroissiale de Poullaouen[102], placée sous les vocables de saint Pierre et saint Paul (édifice datant de la première moitié du XVIIe siècle, avec de nombreux remaniements au XIXe et XXe siècles). Elle fait l'objet d'un classement au titre des monuments historiques depuis le 21 décembre 1914[103].

L'église abrite des statues de sainte Apolline, saint Gwenaël (saint Guinal), saint Maudez et sainte Barbe (offerte par les mineurs de la paroisse) ainsi qu'une Descente de croix (en kersanton) et un tableau datant de 1841 : l'Assomption de la Vierge. Son clocher est orné à l'extérieur de colonnes superposées.
Une stèle protohistorique est dressée dans le placître de l'Eglise

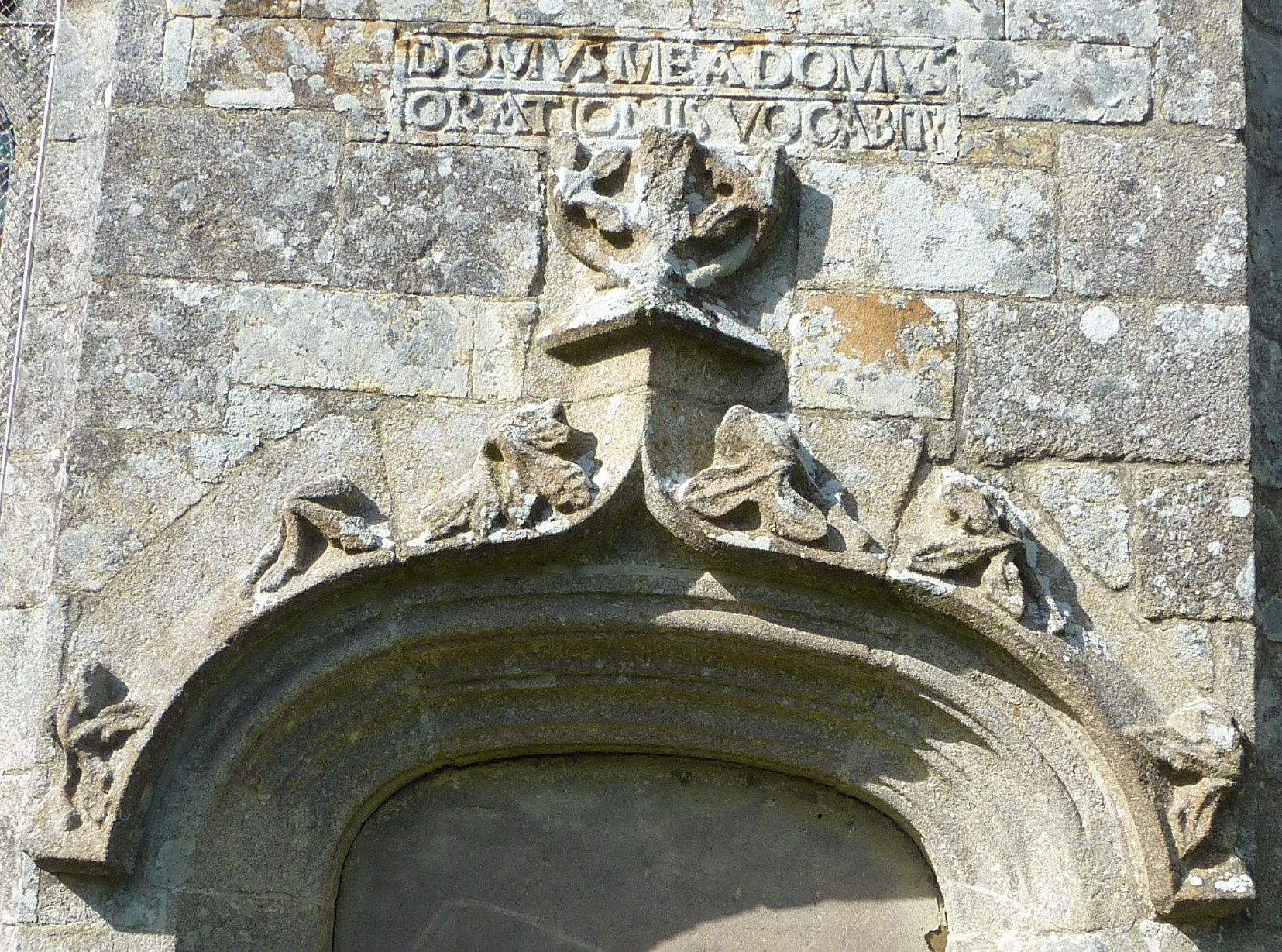
Inscription façade sud de l'église paroissiale.
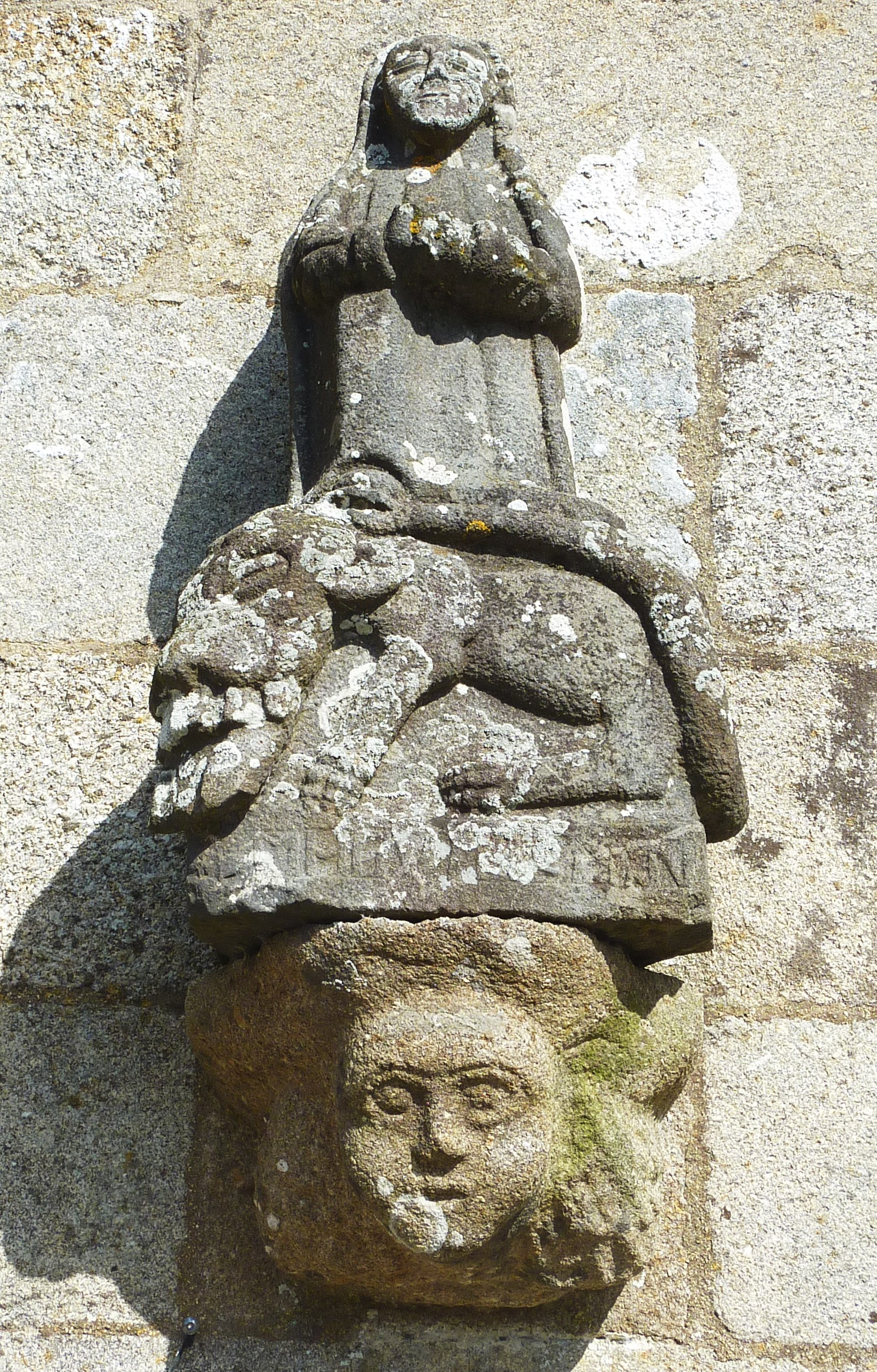
Statue façade avant de l'église paroissiale.

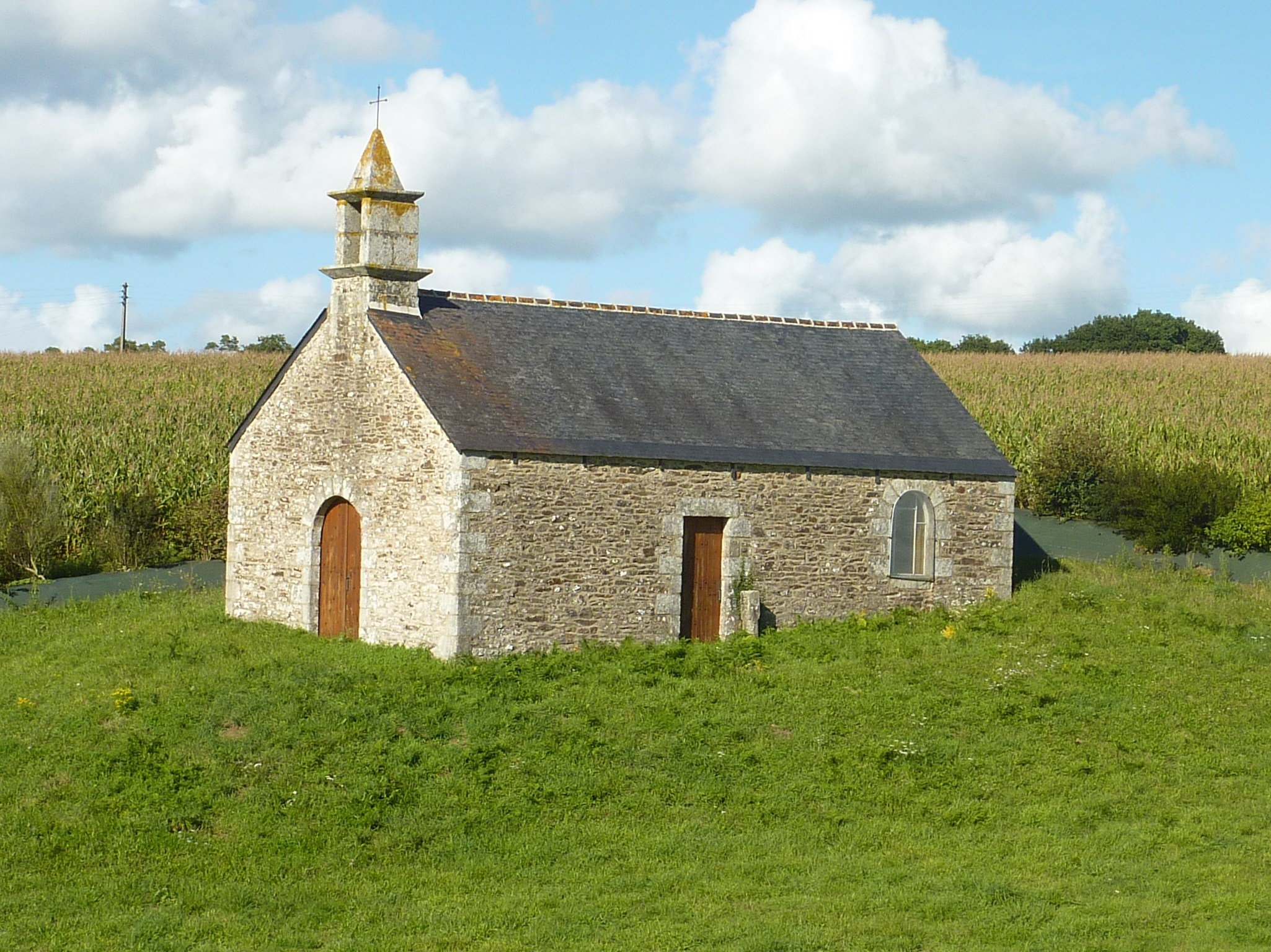
La chapelle Saint-Victor.

- La chapelle Saint-Victor, près du village de Ploustern (édifice datant de 1865) contient des statues de Victor de Damas et de saint Herbot. La fontaine située en contrebas était réputée guérir les rhumatismes.
- La chapelle Saint-Sébastien, édifice du XVIe siècle, est consacrée au culte de saint Sébastien et contient les armes des seigneurs de Kergorlay et de Plœuc.

.

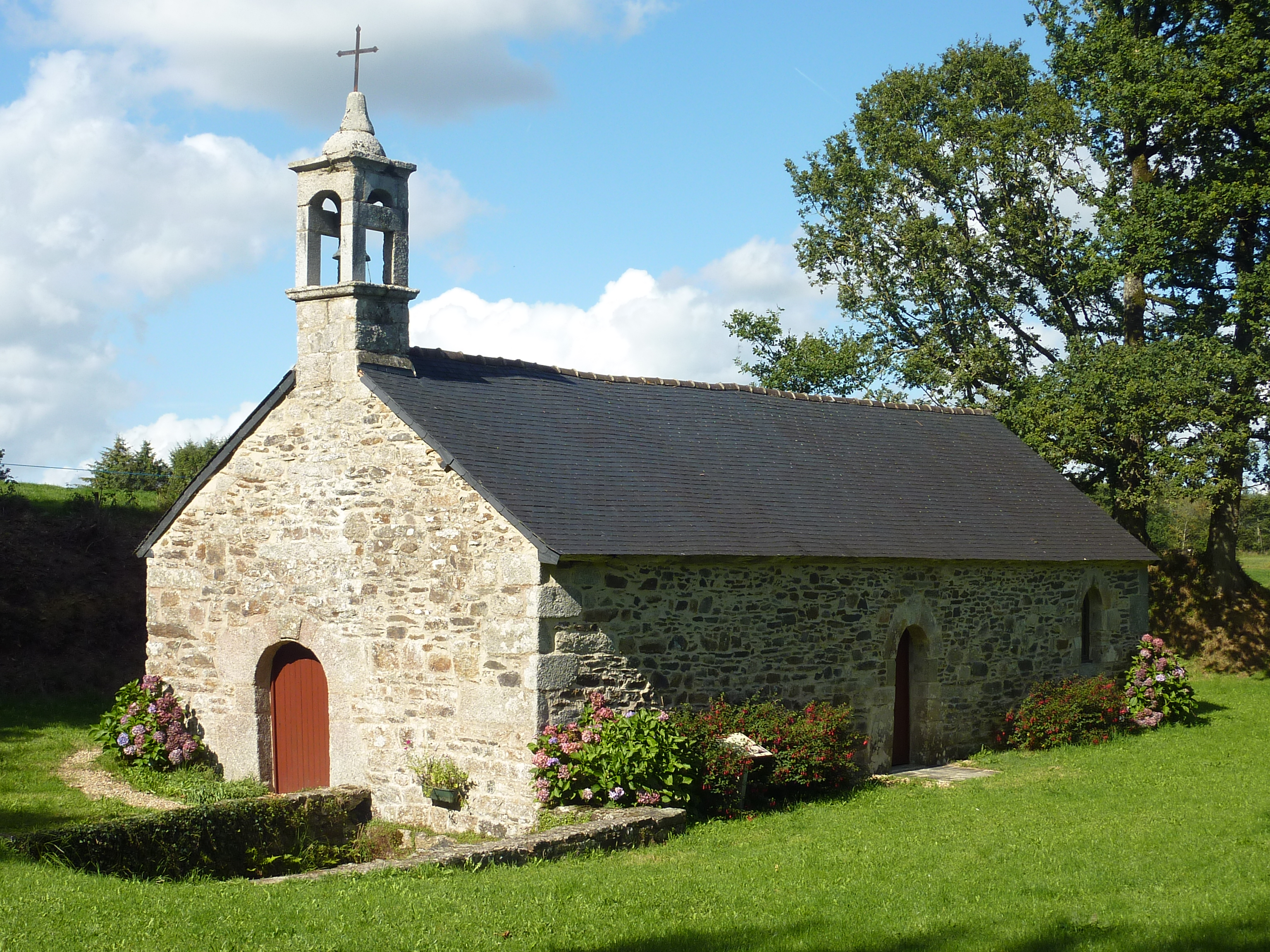
La chapelle du Paradis.

- La chapelle Notre-Dame-du-Paradis, près du village de Saint-Quijeau, date seulement de 1835, mais elle a remplacé une chapelle antérieure déjà existante en 1572.
- La chapelle Saint-Tudec (ou Saint-Thudec), dédiée à saint Tudec, ancienne église tréviale (édifice datant de la fin du XVIIe siècle) contient une statue de Saint-Tudec et une de la Vierge-Mère ainsi que deux retables datant du XIXe siècle, ceux de la Trinité (1834) et du Saint-Esprit (1835). La chapelle était à l'abandon quand, en 1970, une poignée de bénévoles, réunis en association, ont entrepris de la restaurer ; grâce aux recettes du pardon qui se tient chaque année le dimanche de la Trinité et à une subvention de la commune, la toiture a été refaite et le petit clocher remonté pierre par pierre ; il reste à remettre en état le mobilier de la chapelle[104].

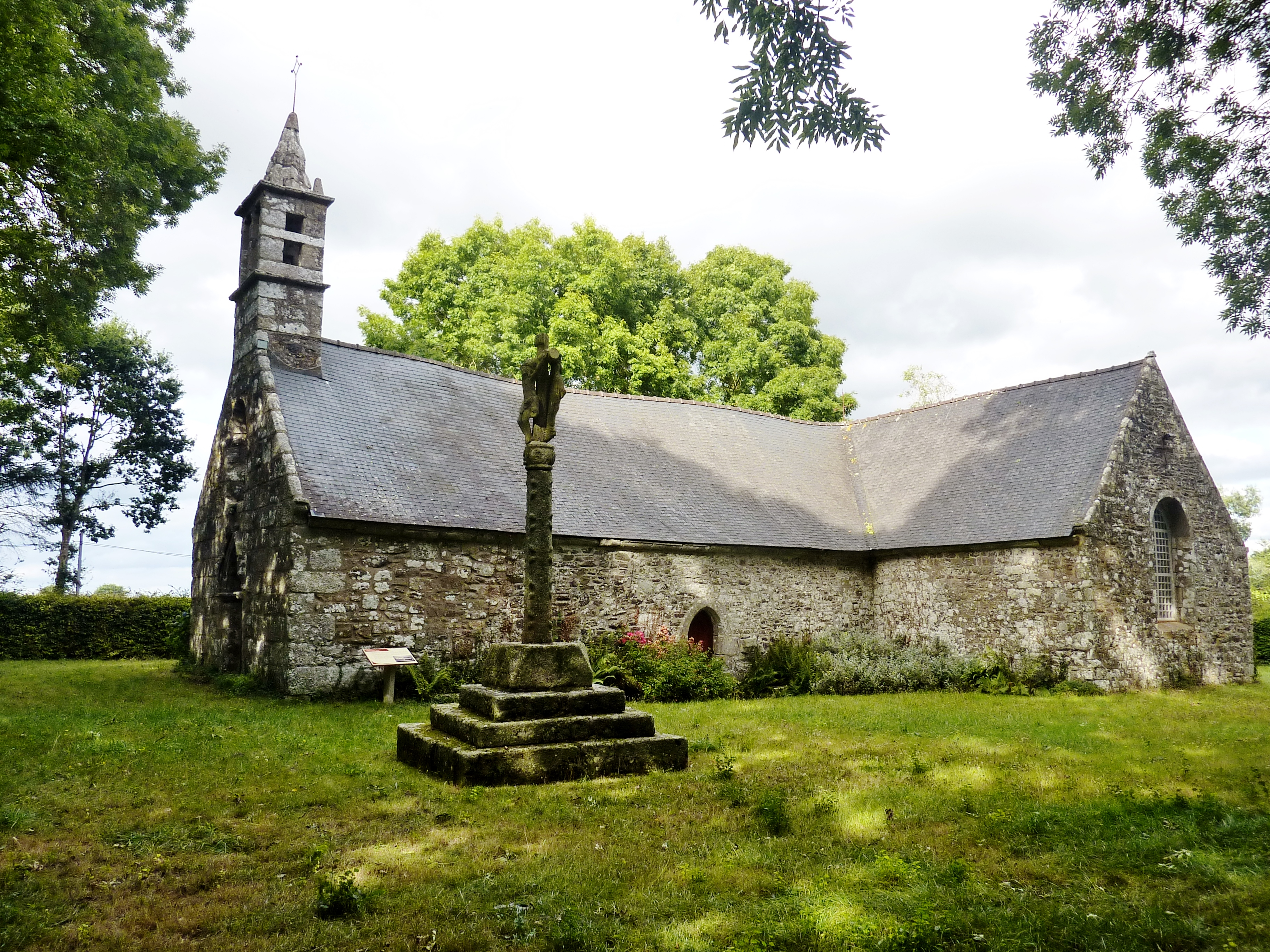
Poullaouen : la chapelle Saint-Thudec et son calvaire.
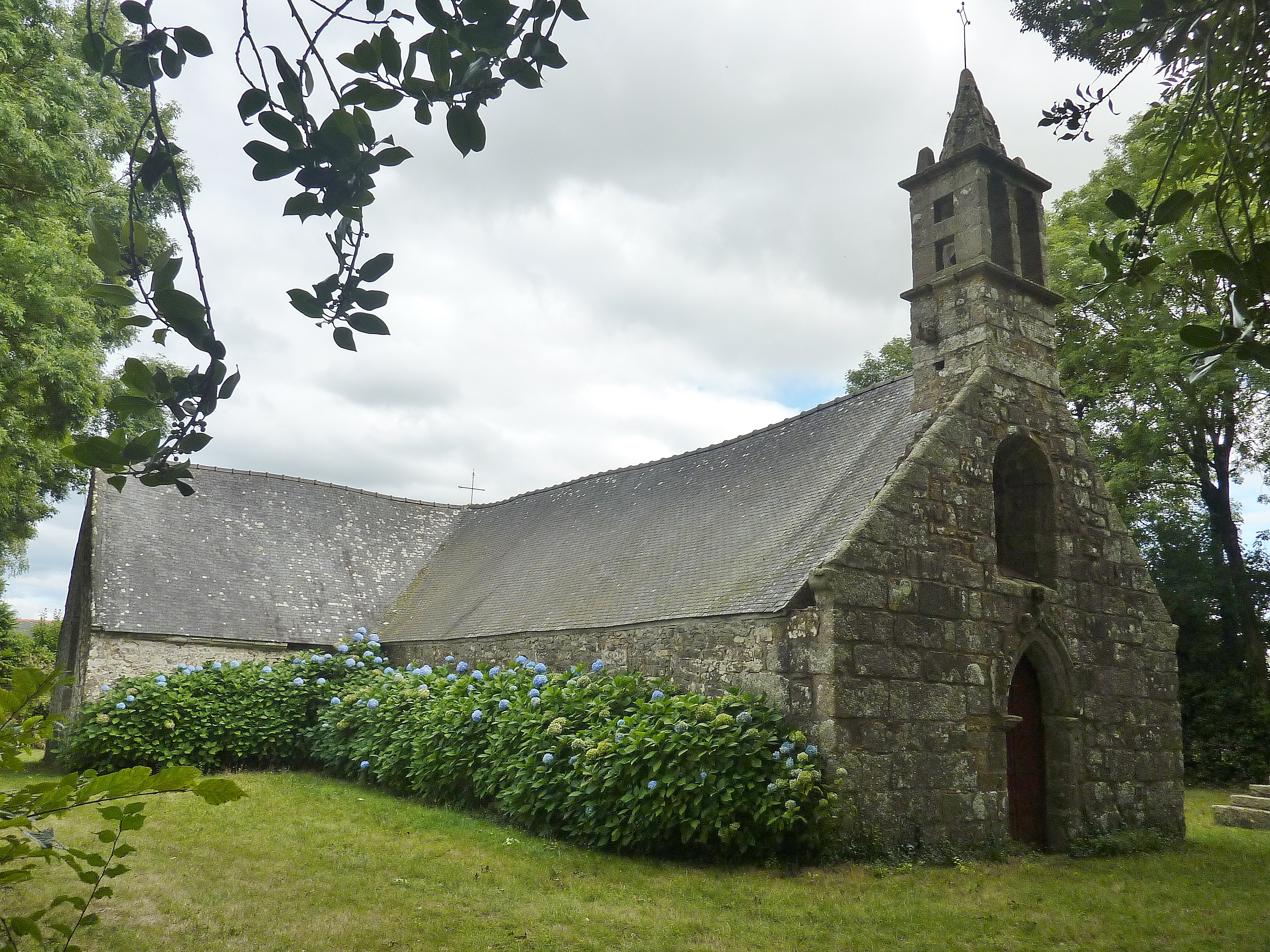
Poullaouen : la chapelle Saint-Thudec.
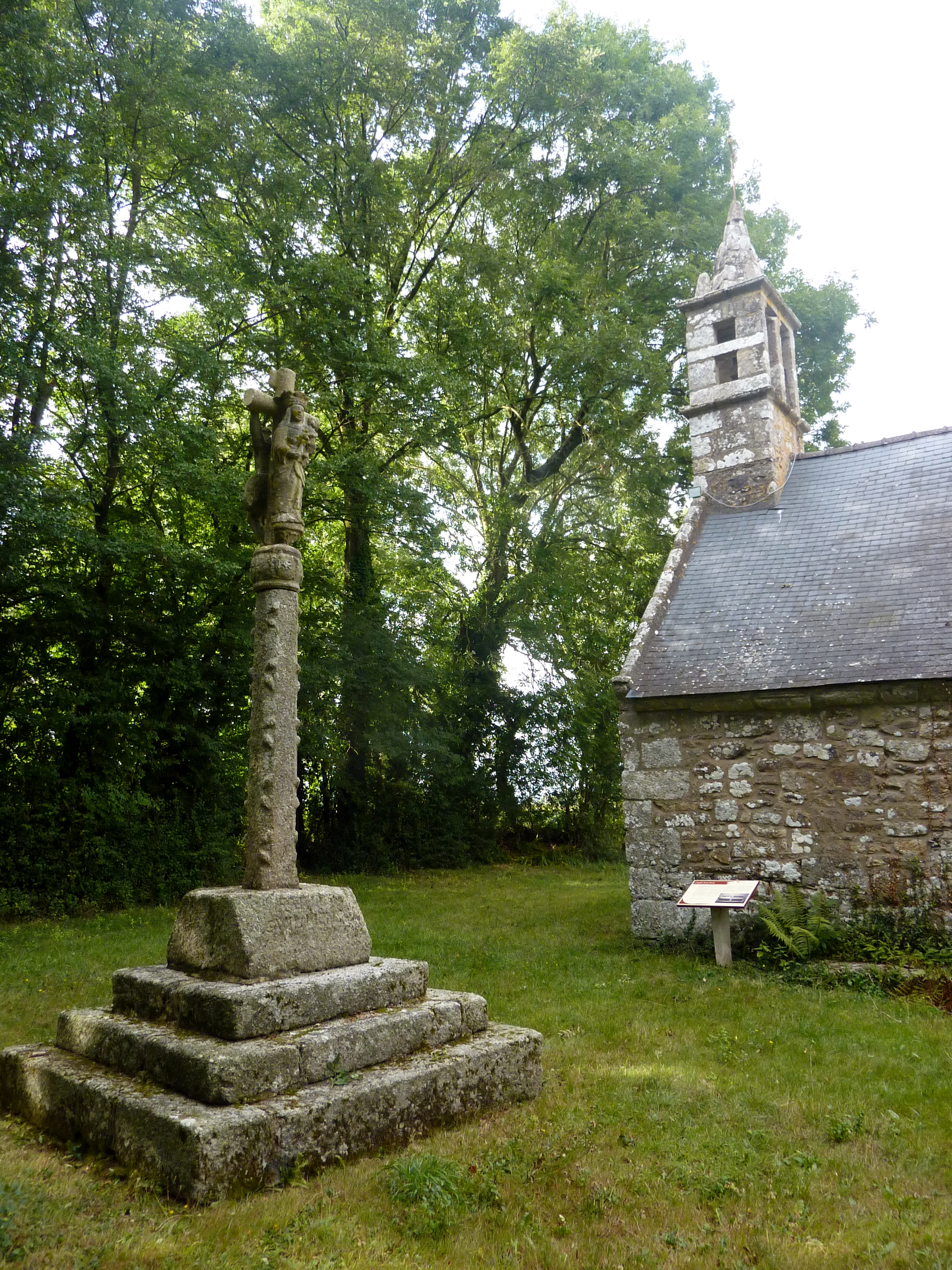
Poullaouen : le clocher de la chapelle Saint-Thudec et le calvaire.

- Une douzaine de chapelles, toutes disparues, (Saint-Guénal, Saint-Sauveur, Saint-Yves, Sainte-Barbe, Saint-Vincent, Chapelle du Tymeur...).
- Plusieurs croix dont celles de Croaz Nevez (Croix Neuve), datée du XVIe siècle ; celle de Lanniou ; celle du cimetière et deux calvaires l'un à Kerbizien (daté du XVIe siècle), l'autre en ruine dont les vestiges sont visibles à proximité de l'église paroissiale.
- Le manoir de Lallunec (deuxième moitié du XVIe siècle et XVIIe siècle), édifié par Guillaume Guinamant, seigneur de Pennanec'h, sénéchal de Carhaix en 1562, député de Carhaix aux États généraux en 1576-1577 à Blois et un des rédacteurs de la nouvelle coutume de Bretagne de 1580. Ce manoir a été partiellement brûlé en 1590 et en 1675.
- Le manoir du Tymeur qui date du XVIe siècle a remplacé l'ancien château de Tymeur, disparu, qui était le siège de la baronnie de Kergolay et le berceau de la famille de Plœuc[105]. Il subsiste aussi un pigeonnier du XVIe siècle.
- Le manoir de Kerbizien (XVIe – XVIIIe siècles).
- Neuf moulins.

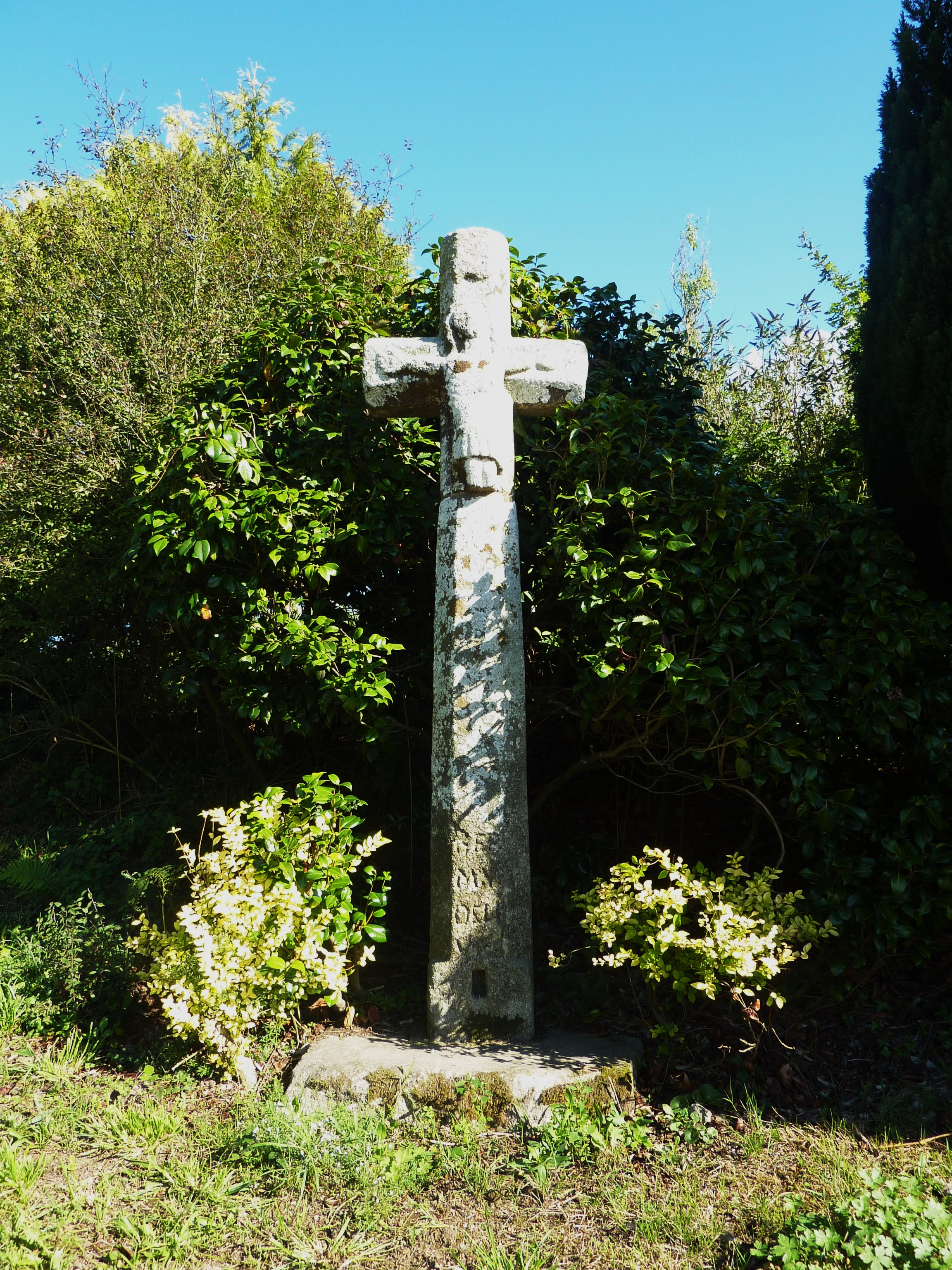
La croix de Croaz Nevez (Croix Neuve) en bordure de l'ancienne voie romaine.

## Personnalités liées à la commune
Nées sur le territoire de la commune
- Prosper Proux, poète de langue bretonne, né à Poullaouen le 20 octobre 1811, percepteur à Guerlesquin puis à Saint-Renan, décédé le 11 mai 1873 à Morlaix, fut l'un des bardes bretons les plus connus du XIXe siècle, composant deux volumes de vers et un grand nombre de chansons bretonnes. Une partie importante de son œuvre est malheureusement perdue. Un monument en son honneur fut érigé à Guerlesquin en 1919[106].
- Jean-François Le Guelaff, né en 1825

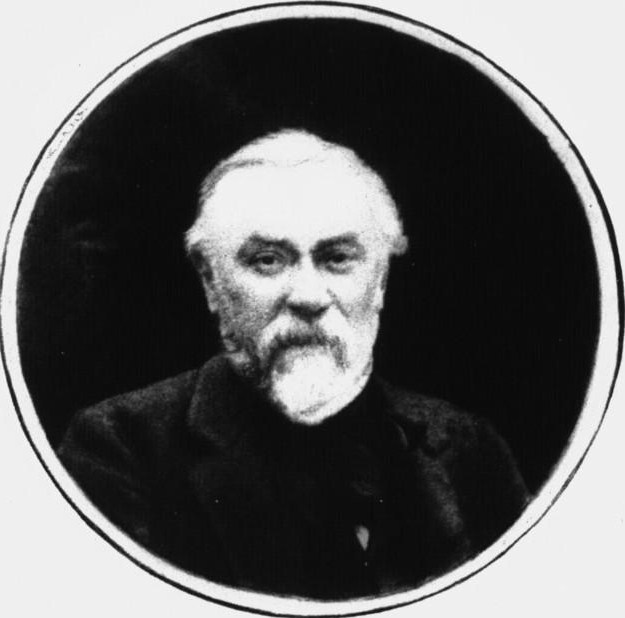
Louis-Paul Davy.

- Louis-Paul Davy, né le 28 juin 1842 à Poullaouen où son père était comptable à l'exploitation minière. Après des études secondaires à Rennes, il suit les cours de l'École des mines de Saint-Étienne, devient ingénieur, et commence sa carrière professionnelle en dirigeant successivement plusieurs mines dans la Loire, puis dans l'Ouest. Après la guerre de 1870, il devient à partir de 1880 directeur des mines de fer de Segré-Châteaubriant, accumulant les observations géologiques et aidant à la confection de la carte géologique de la France au 1/80 000e et publiant une "Notice sur l'arrondissement de Segré". En 1878, il est admis à la Société géologique de France et dans les années suivantes publie de nombreux articles relatifs à la paléobotanique et à l'observation des fossiles. En 1887, il publie une "Étude sur les mines du Huelgoat et de Poullaouen" et les années suivantes de nombreuses études géologiques consacrées au Massif armoricain. Retiré à Châteaubriant, il est l'un des premiers adhérents de la "Société des Sciences naturelles de l'Ouest" créée à Nantes en 1891. En 1897, il publie une étude sur l'exploitation ancienne de l'étain en Loire-Inférieure, dans la région de Nozay, puis une "Bibliographie géologique, minéralogique et paléontologique du Nord-Ouest de la France" en deux tomes (1903 et 1904). En 1911 il publie un mémoire sur les "Minerais de fer de l'Anjou et du Sud-Est de la Bretagne". En 1920, il participe à la création de la "Société géologique et minéralogique de la Bretagne". Il meurt le 28 avril 1926[107].
- Arthur Pernolet, né le 14 mars 1845 à Poullaouen, élève de l'École centrale, puis ingénieur, fut député du Cher de 1885 à 1889. Républicain opportuniste lors de son élection, il siégea ensuite à l'Union des gauches et vota en 1886 contre le général Boulanger[108].
- François Le Jeune est né à Poullaouen en 1892, dans une famille nombreuse. Incorporé en 1913, il fera la guerre 1914-1918 comme brancardier à Verdun puis agent de liaison. Libéré en 1919, il s'engage dans la gendarmerie nationale en 1922. Affecté dans le Finistère, d'abord à Daoulas puis à Pont-l'Abbé, François Le Jeune devient commandant de la brigade de Morlaix en 1941. Patriote, il soutient les réfractaires au STO puis apporte son aide aux actions de résistance qui se multiplient. Muté à Perros-Guirec en avril 1944, il est déporté au camp de Neuengamme le 4 juin 1944. Il y décédera en 1945. Titulaire de la Médaille militaire et de la Croix de guerre, le résistant est fait chevalier de la Légion d'honneur à titre posthume.
- François Menez, dit Frañsou Menez, chanteur de kan ha diskan, sonneur de bombarde (1909-1970)
- Joseph Ropars (1911-1997), commandant du paquebot France de septembre 1963 à juillet 1966.
- Loeiz Ropars (1921-2007), enseignant et chanteur traditionnel breton.
- François Fouquat, né à Poullaouën le 13 juillet 1922 et mort au combat le 15 juin 1944, a été un brillant résistant, reconnu par le général de Gaulle comme Compagnon de la Libération (décret du 19 octobre 1945). Lieutenant à titre posthume, il était chevalier de la Légion d'honneur, médaillé militaire, et croix de guerre 1939/1945.

Ont vécu sur le territoire de la commune
- Jean-Yves Le Roux, chanteur de Kan ha diskan disparu[109] le 24 novembre 2007.
- Erik Marchand, chanteur breton et joueur de clarinette.

## Sports
- Chaque année au mois de mai, un semi-marathon traverse le bourg et le départ du 10 km Poullaouen-Carhaix y est donné[110].
- Poullaouen possède un club de football : l'US Poullaouen.